# Mátyás-templom
A budavári Nagyboldogasszony-templom, ismertebb nevén Mátyás-templom, ritkábban budavári koronázótemplom Budapest I. kerületében, a Szentháromság téren álló, nagy történelmi múltra visszatekintő műemlék épület. Két uralkodói párt koronáztak meg falai között: Ferenc Józsefet és Erzsébetet, valamint IV. Károlyt és Zitát. Mátyás király uralkodása alatt kétszer is megnősült, esküvői a Mátyás-templomban zajlottak. Emlékkönyvében többek között olvasható Akihito japán császár, George Walker Bush amerikai elnök, Diána walesi hercegné, V. Harald norvég király és Margaret Thatcher aláírása. „A Mátyás-torony teljes magassága a templom padozatától 78,16 méter, a járda szintjétől 76,57 méter. A látogatók számára a torony alsó koszorúerkélyét nyitották meg, amelynek magassága 46,73 méter, és amelyre 197 lépcsőn lehet feljutni.”
Az egyházi hagyomány szerint eredetileg román stílusban építették, és szentelték fel Szent István király parancsára 1015-ben, de 1241-ben a mongol invázió során megsemmisült, bár erre kevés utalás található. A jelenlegi épület késő gótikus stílusban épült a 14. század második felében, a 19. század végén pedig alapos átépítésen esett át. Ez volt a Középkori Buda második legnagyobb temploma és a középkori Magyar Királyság hetedik legnagyobb temploma. Helyszíne volt a „Mária-csodának”. 1686-ban, amikor a Szent Liga megostromolta az akkor török kézen lévő Budát, a templom fala ledőlt az ágyútűz miatt. Kiderült, hogy mögé egy régi fogadalmi Madonna-szobor volt elrejtve. Amint Szűz Mária szobra megjelent az imádkozó muszlimok előtt, a helyőrség morálja összeomlott, és a város még aznap újra a keresztények kezére került.
Az évszázados oszmán megszállás alatt az egyházi kincstárt többször átmenekítették Pozsonyba, majd Buda elfoglalása (1541) után a templomot a fővárosi mecsetté alakították át, melynek során a templomon belüli késő gótikus freskók megsemmisültek. Buda felszabadulása után megkezdődött a barokk stílusú restaurálás. 1874–1896 között, Schulek Frigyes tervei szerint elképzelt gótikus állapotban építették át, mely ma is látható. A második világháborúban Budapest ostroma alatt a németek, majd a szovjetek is táborként használták 1944–1945-ben Magyarország szovjet megszállása alatt. A templomot 1950 és 1970 között a magyar kormány finanszírozásával nagyrészt felújították. A harangtornyot helyreállították, a belső festmények és freskók felújításával együtt. A háború alatt megsemmisült ötmanuálos orgonát 1984-ben újították és szentelték fel.
A templom alatt és mellette fekvő temető területén, mintegy 300 m2-en gépház gondoskodik a nagy turistaforgalmat lebonyolító épület szellőzéséről. A templomban található az Egyházművészeti múzeum, amely a középkori kriptában kezdődik és a Szent István-kápolnánál fejeződik be. Számos szent ereklyét és középkori kőfaragványt, valamint a Szent Korona és koronaékszerek másolatait őrzi.

## Története

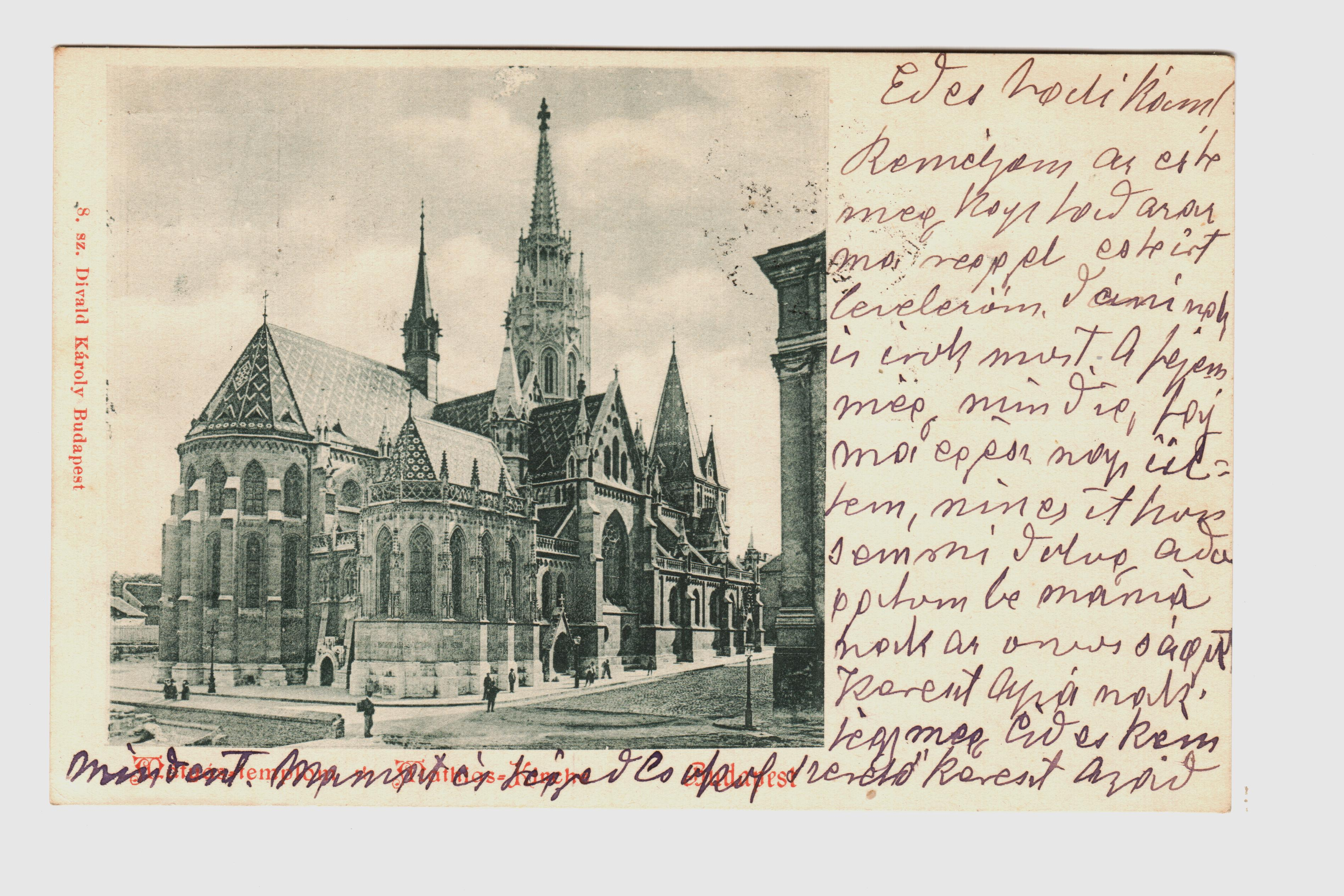
A Mátyás-templom 1900-ban

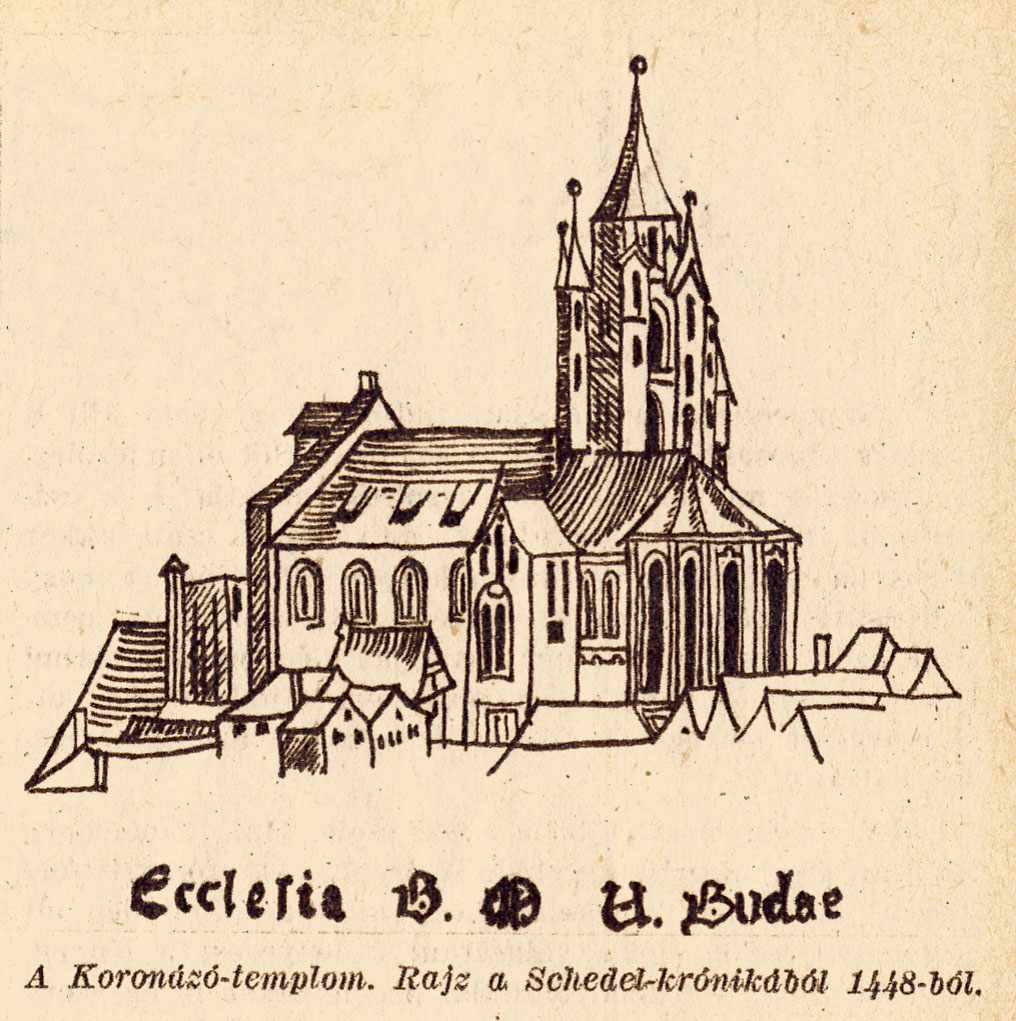
A templom korai ábrázolása, 1448

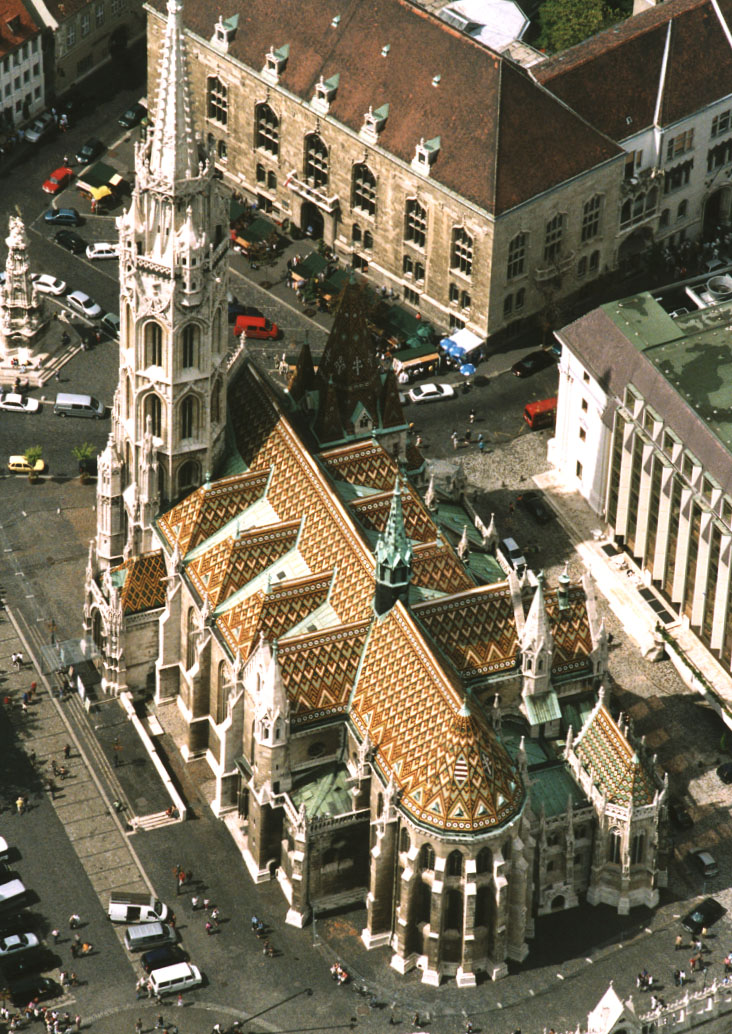
A templom felülnézetből

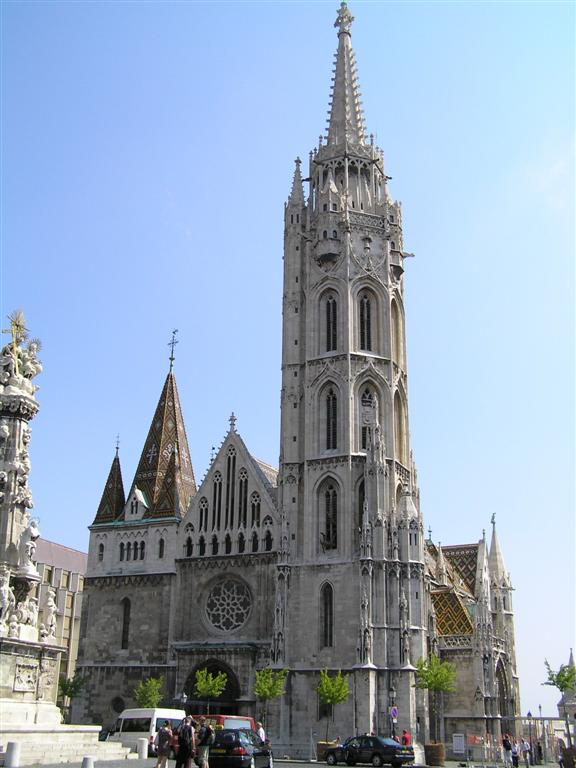
A templom

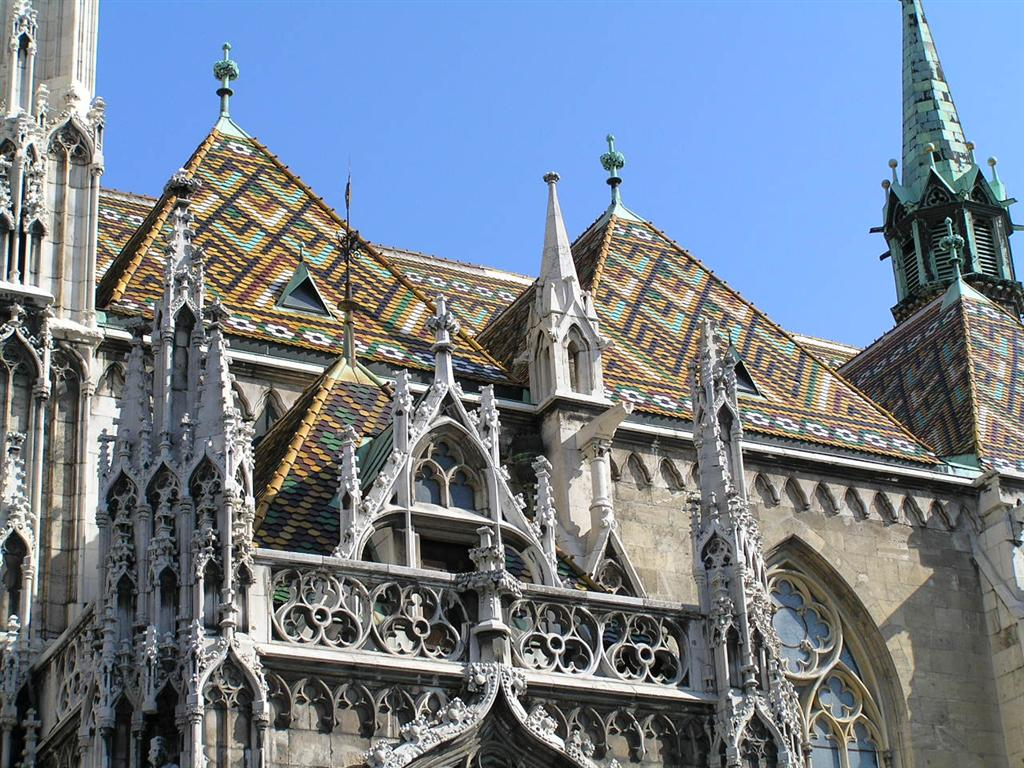
A templom

### Kérdések az alapítás körül
Az egyházi hagyomány szerint a templomot Szent István király alapította, 1015-ben, amelyről sem okleveles, sem tárgyi adat nem maradt fent. Írott forrás csak a török hódoltság után szól róla: Esterházy Pál nádor felirata az általa építtetett új főoltáron 1690-ben. E korban a templomot általánosan „Szent István egyházának” nevezik. A tatárjárás előtti alapításra enged következtetni, hogy kora jogán már 1257-ben elsőbbséget élvezett a várbeli Mária Magdolna-templommal szemben.

### 13. század: (újra)alapítás
IV. Béla a tatárjárás után, 1255 és 1269 között, valószínűleg a régebbi, kisebb templom helyére tornyos, háromhajós bazilikát építtetett.
Az első építési ütemben (1255–1260) épült fel a főszentély és a mellékszentélyek, az álkereszthajó és a Menyasszony-kapu, valószínűleg Villard de Honnecourt irányításával. A budavári főtemplom első építési szakasza a lyoni katedrálissal mutatja a legközelebbi rokonságot. A mestercsoport valószínűleg a csehországi Tišnov ciszterci monostorának építőiből állott össze, akik a tatárjárás utáni mestervándorlás során IV. Béla király unokatestvére, Prágai Szent Ágnes közvetítésével kerülhettek Magyarországra. A csoport 1260 körüli felbomlásának okai ismeretlenek.
A templom teljes kiépítése a második építési szakaszban történt meg, 1260 és 1269 között. A második mestercsoport munkájára az észak-francia templomépítészet már német közvetítéssel gyakorolt hatást. E műhely további munkái a soproni ferences rend Kecske-temploma és a klosterneuburgi kolostor, valószínűleg hozzájuk köthető a Margit-szigeti domonkos apácakolostor kibővítése is, amely IV. Béla leányának, Szent Margitnak otthona volt. A megépült budavári főtemplom kegyuraságát a király – leányára tekintettel – egy időre e kolostornak adományozta.
A budavári Nagyboldogasszony templom a klasszikus gótika templomépítészetének legkorábbi és legteljesebb hazai alkotása lett, amely átfogó képet ad IV. Béla korának építészeti iskoláiról.

### 14. század: gótikus csarnoktemplom
A 14. század második felében gótikus csarnoktemplommá építették át. Az egész épület érett gótikus stílusban történt átalakíttatását Nagy Lajos király 1370 körül kezdte meg a délnyugati Mária-kapu kiépítésével. A reprezentatív, kétnyílásos kapuzat legközelebbi párhuzama a nürnbergi Szent Lőrinc-templom tizenöt évvel korábban épült portálja. Lajos uralkodása alatt megkezdték a bazilikális elrendezésű templomtér teljes átalakítását az érett gótika szellemében. Az oldalhajók boltozatát a főhajó magasságáig felemelték, és az így keletkezett magas falfelületeken gazdag kőrácsozatú, hatalmas ablakokat helyeztek el, ezzel világos, levegős csarnokteret hoztak létre. Zsigmond király uralkodása alatt a mellékszentélyeket meghosszabbították és nyolcszögletű, gótikus záródással látták el. Az építkezés utolsó szakaszában a prágai Parler-műhely mesterei is dolgoztak az épületen. 1412 és 1433 között Garai Miklós nádor megrendelésére ők építették fel az északi mellékszentély mellett a főúri Gara család temetkezőkápolnáját. Az újonnan keletkezett csarnoktemplom legközelebbi rokona a garamszentbenedeki apátság.

### 15. század: Mátyás temploma
A templom Hunyadi Mátyás uralkodása alatt érte el középkori virágzásának tetőpontját. A király felépíttette a délnyugati harangtornyot, a hazai gótikus építészet egyik legnagyszerűbb alkotását. A rajta elhelyezett Mátyás-címer felirata szerint a torony 1470-re készült el. A harangtorony, elpusztult sisakjától eltekintve ma is az ekkor nyert formáját őrzi, jóllehet a 19. század végén kőanyagának teljes cseréje elkerülhetetlenné vált. A kóruskarzatot támasztó nagy ív oszlopfője azonban ma is eredetiben őrzi kőindái között Hunyadi János, Mátyás és László arcképét.
Mátyás királyi oratóriumot is emelt a templom déli szentélye mellé, ez azonban a török hódoltság ideje alatt teljesen elpusztult. Ekkor, a 15. század végén kezdhették meg az északnyugati torony kiépítését is, amely a török hódítás előtt a sisak kivételével már készen állott – ma azonban már csak Erhard Schön 1541-ben készült metszete őrzi emlékét.

### 16. század: Eszki dzsámi
Buda 1526. évi első török megszállása során a főtemplom középkori tetőszerkezete és berendezésének nagy része is megsemmisült. Az újjáépült Boldogasszony-templomot 1541-ben, Buda végleges elfoglalása után a törökök sebtében mecsetté alakították át, hogy I. Szulejmán szultán itt adjon hálát Allahnak a győzelemért. Berendezését, oltárait kidobálták, festett falait lemeszelték. Míg a többi budavári templomot a mohamedánok elpusztították, a Mária-templom – mint Eszki dzsámi, vagyis Öreg Mecset – fennmaradt. A rombolást persze nem kerülhette el teljesen: a megszállók Mátyás királyi oratóriumát, az északi tornyot, a Garák kápolnáját és az oldalkápolnákat elbontották, hogy köveiket máshol hasznosítsák.

### 17-18. század: jezsuita templom
A templom Buda visszafoglalása (1686) után először a ferences, majd a jezsuita rend tulajdonába került, amely azt barokk stílusban állította helyre. 1688–1702 között északi oldalához hatalmas kollégiumot, déli oldalához pedig 1702–1714 között háromemeletes szemináriumot építtetett, így az eredetileg szabadon álló templom egy nagy kiterjedésű épületegyüttes részévé lett. Ezzel az épület, bár nagyszerű lelkipásztori munka színterévé vált, szinte minden középkori ékességét elveszítette, levakolt külső homlokzata egyenesen jelentéktelenné vált.
Esterházy Pál nádor 1690-ben építtette föl az új barokk főoltárt, 1696-ban Pálffy Miklós tábornok előcsarnokot építtetett a főkapu elé, ugyanebben az évben Mátyás tornyát már barokk hagymasisak koronázta. 1707-re alakult ki a Loretói kápolna. 1719-ben toronyórát kapott, nem sokkal később felépítették oldalkápolnáit, és a Menyasszony-kapu helyén az új sekrestyét.
Az 1723. évi nagy budai tűzvészben a templom is leégett. A tűz megolvasztotta harangjait, elpusztította orgonáját, bedöntötte oromzatát, bezúzta boltozatait és a déli harangtorony sisakját is, amelynek helyére 1737-re már egy kettős hagyma alakú barokk sisakot építettek. 1748-ban villám sújtotta: tönkrement főoltárát csak 1760-ban sikerült pótolni.
A barokk átalakításoknak számos középkori elem esett áldozatul; a templom homlokzatának eredeti karakteréből csak a Mátyás-torony néhány meghagyott ablaka őrzött valamit.
A jezsuita rend feloszlatása (1773) után a templom kegyura Buda város (később Budapest) tanácsa lett, a templomhoz épült kollégium és rendház állami tulajdonba került.

### 19. század: Schulek koronázó főtemploma
Ferenc József király 1873-ban kelt határozata alapján 1874–1896 között Schulek Frigyes vezetésével nagyarányú újjáépítésre került sor, amely kialakította az épület mai képét. A kőfaragó munkákat Kauser Jakab, a jó nevű pesti építész-család sarja végezte.
Schulek a volt jezsuita épületek közé zárt templomot a szomszédos épületrészek lebontása árán kiszabadította, visszaadva eredeti, különálló jellegét. Az épület boltozatát és falait több helyen a földig lebontatta, hogy rekonstruálni tudja az eredeti építészeti megoldásokat. Mindenütt eltávolította a barokk toldásokat, és a régebbi állapotok visszaállítására törekedett, de úgy, hogy a sérült részeket és felületeket teljesen megújította. Így került sor a Zsigmond-féle mellékszentélyek lebontására és az eredeti, egyszerűbb záródások visszaállítására, a Nagy Lajos-féle Mária-kapu kibontására, Mátyás harangtornyának megújítására – ugyanakkor szinte valamennyi eredeti oszlopfő hűen újrafaragott másolattal való cseréjére is. Ahol már támpontot sem talált, ott saját tervezésű részeket iktatott be: így a Mária-kapu elé előcsarnokot emelt, az elpusztult Gara-kápolna helyére felépítette az új Szent István-kápolnát, az északi oldalhajóhoz csatlakozó barokk kápolnasort neogótikus stílusban újjáépítette, a déli harangtornyot korábbi ábrázolások alapján a mai pazar kősisakkal koronázta meg és neogótikus erkélykoszorúval díszítette, az északi tornyot késő román modorú fiatornyos sisakkal látta el, a két torony közé áttört oromzatot helyezett, fölépítette a két sekrestyét és a szentélye északról csatlakozó királyi oratóriumot. Az 1780-ban kialakított kriptát is szabad neogótikus stílusban újította meg.
A restaurálás belső díszítőmunkáit és a berendezés elkészítését Schulek mellett Székely Bertalan és Lotz Károly irányította. Ők maguk festették az alakos festményeket, terveik alapján Kratzmann Ede készítette a színes üvegablakokat, és Mikula Ferenc faragta az új szobrászati díszítést. Az oltárképeket Zichy Mihály (Szent Imre-kápolna) és Aggházy Gyula (Loretói kápolna) festették, a főkapu domborművét, amely a Magyarok Nagyasszonyát ábrázolja, Lontay Lajos mintázta. A padsorok és az orgonaszekrény Schulek tervei szerint készültek.
A Koronázó Főtemplom 1893-ra készült el; a honfoglalás millenniumára ha nem is eredeti formájában, de régi fényében ragyogott.
1898-ban III. Béla és első felesége, Châtillon Anna hamvai addigi altemplomi őrzési helyükről felhozva az északi oldalhajó kápolnájában nyertek végső nyughelyet.
Schulek átépítésének értékeléseként elmondható ugyan, hogy korának gyermekeként a templom időmarta, rendkívül rossz állapotú, de történelmi köveit nagyrészt gondos másolatokra cserélte. Mindazonáltal tudományos elmélyülésének és precíz formaátmentő munkájának köszönhetően az egykori állapotokról ma is képet alkothatunk, ha legtöbbször nem is az eredeti kövek állnak szemünk előtt. Az általa hűen rekonstruált, kisebb részben pedig méltó módon újraálmodott, templom neogót építészetünk legigényesebb alkotása, belső díszítése az európai szecesszió egyik csúcsteljesítménye.

### 20. század: pusztulás és újjászületés
1936-ban a budai vár visszafoglalásának 250. évfordulóján helyezték el a jobb oldali külső apszisfalon azt a magyar és olasz nyelvű feliratot, mely Michele d'Aste bárónak állít emléket. D'Aste a csata során kapott sebesüléseibe belehalt olasz alezredes nagyban hozzájárult az akció sikeréhez. A felirat magyar szövege a következő: „Michele d'Aste báró olasz alezredes 1686. szeptember 2-án döntő rohamban Buda felszabadításáért az elsők között áldozta életét. Itt helyezték örök nyugalomra”.

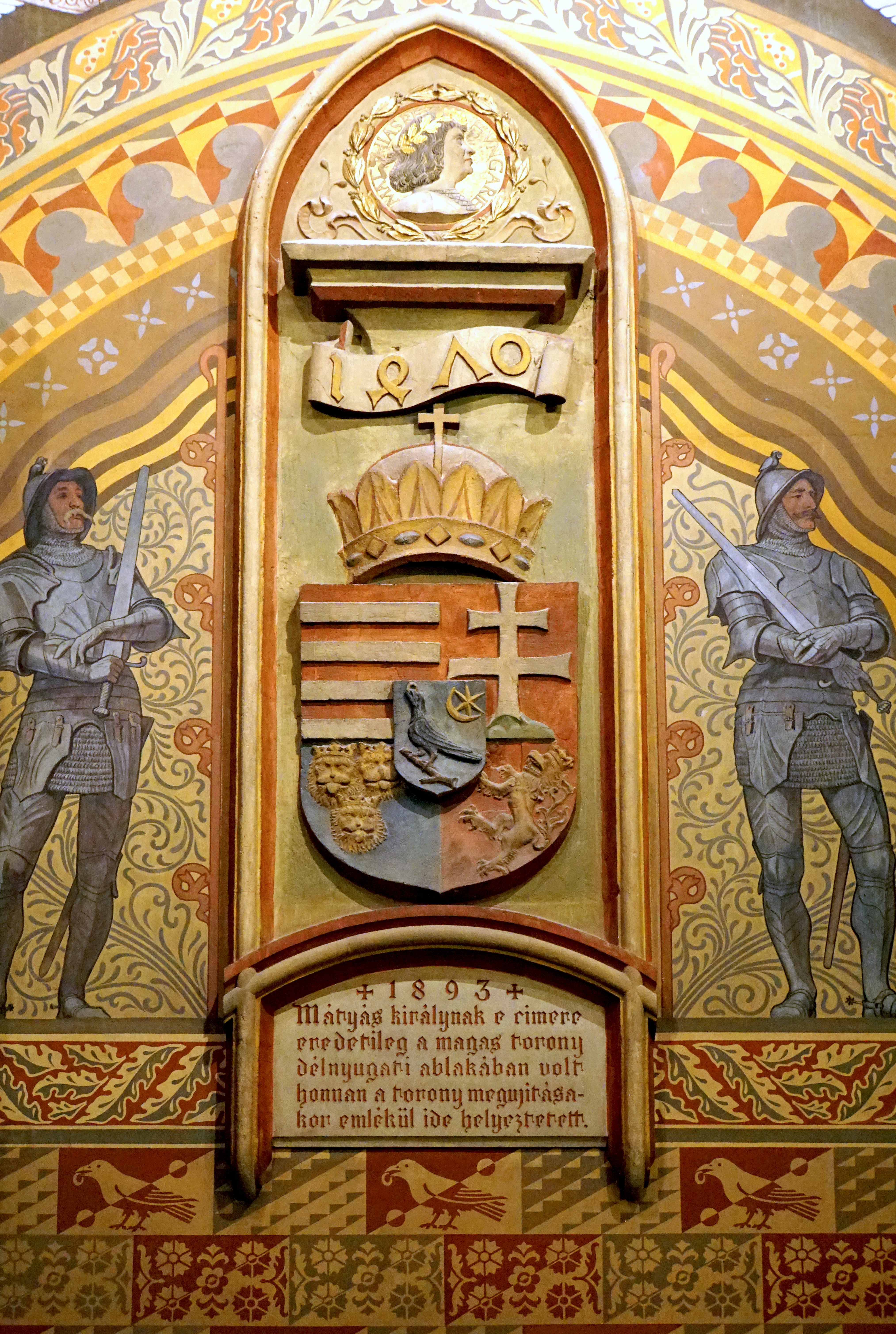
Mátyás király címere

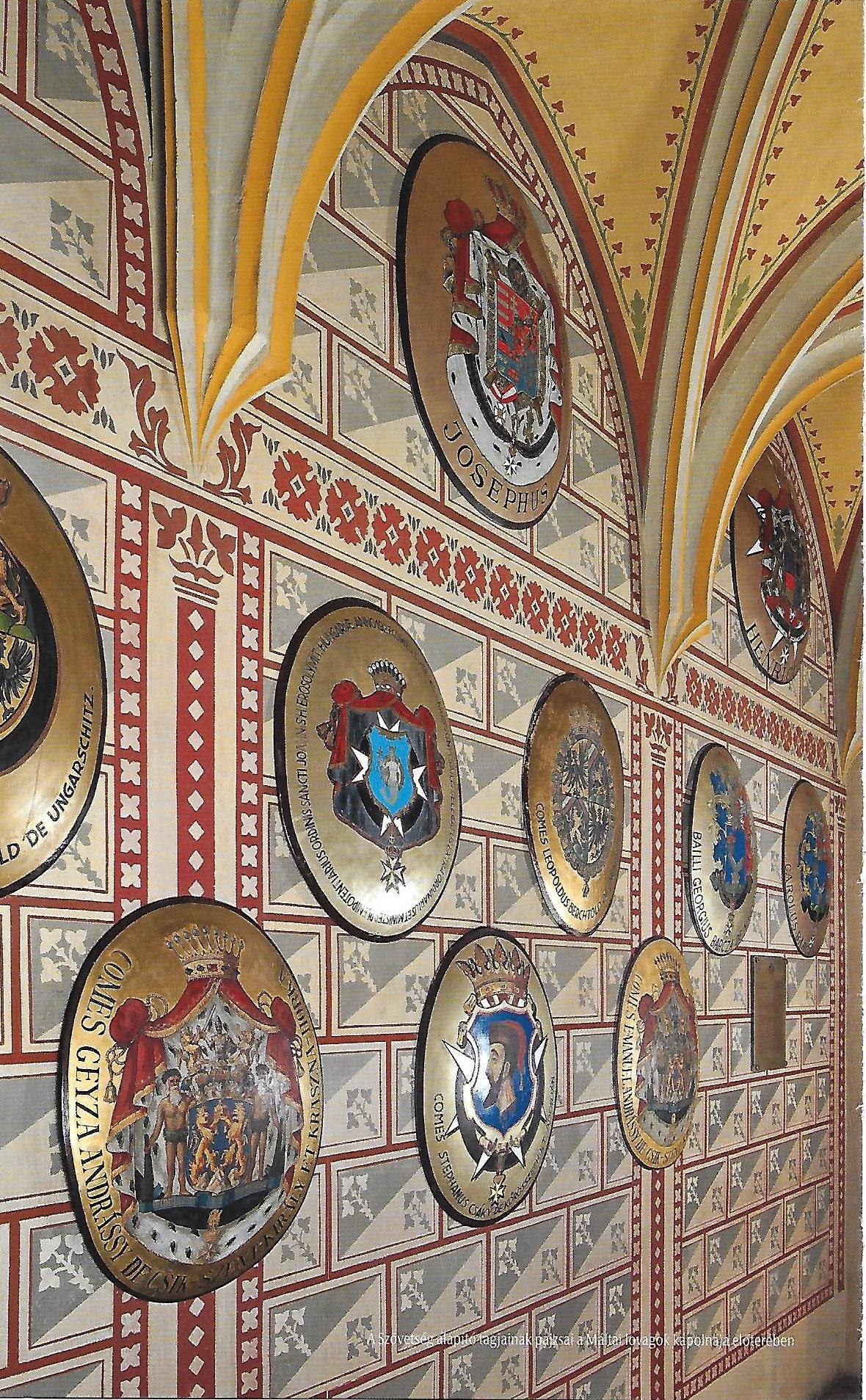
Magyar máltai lovagok címerpajzsai a Máltai Lovagok Kápolnája előterében

A templom északi karzatán levő oratóriumban 1927-ben kialakították a „Máltai lovagok kápolnáját”. Az oltár körül kifüggesztették az akkori magyar máltai lovagok pajzsait, amelyek a kápolnával együtt viszonylag kevés kárral vészelték át a következő hatvan évet; a 2005-öt követő nagy restaurálás után az egyházi hatóságok és a máltai rend felújították a címerpajzsok kifüggesztésének szokását. Az oltár köré négy, kiemelt megemlékezésre méltó, máltai rendi káplán címerpajzsa került: Serédy Jusztinián hercegprímásé, Apor Vilmos mártír püspöké, Nemes Antal címzetes püspöké, a kommunizmus alatt sokat szenvedett Tabódy István kanonoké, és Bolberitz Pál professzoré. Az előterében az 1925–1944 közti rendtagok pajzsai láthatók, míg a sekrestyéből az altemplomig vezető folyosón az 1945 után fölvett, elhunyt rendtagoké. Minden halottak napjai gyászmise keretében, a lovagrend kifüggeszti az előző évben elhunyt rendtagok címerpajzsait.
A második világháború előtt Teleki Pál kezdeményezésére megindult a templom teljes felújítása, azonban a nagy világégés megakadályozta annak befejezését.
Budapest ostroma során az épület igen súlyosan megsérült. Tetőzete kiégett, boltozatai megsérültek, orgonája elnémult. Altemplomában a német tábori konyha, a szentélyben szovjet lóistálló volt. A háborús károkat a magyar állam állíttatta helyre 1950–1970 között. Az utolsó háborús seb 1984-ben tűnt el a templomról: ekkor fejeződött be a nagy orgona újjáépítése.
1994-ben máig ismeretlen merénylő pokolgépet robbantott az épület Halászbástya felé nyíló kapujánál. Az értelmetlen terror tizenhat ablakot rongált meg.
1999-ben a magyar állam – története folyamán először – az egyház tulajdonába adta a templomot. Minthogy az épület igen rossz állapotban került a plébánia tulajdonába, a templom teljes felújítása a 2005-öt követő években túlnyomórészt állami beruházásban történt. 2015 januárjában, hat évig tartó munka után, a Mátyás-templom orgonájának felújítása befejeződött.
2015 novemberében Süllei László plébános Pro Urbe Budapest díjat kapott a templomért végzett munkája elismeréseként.

## A templom harangjai

### A Krisztus-harang

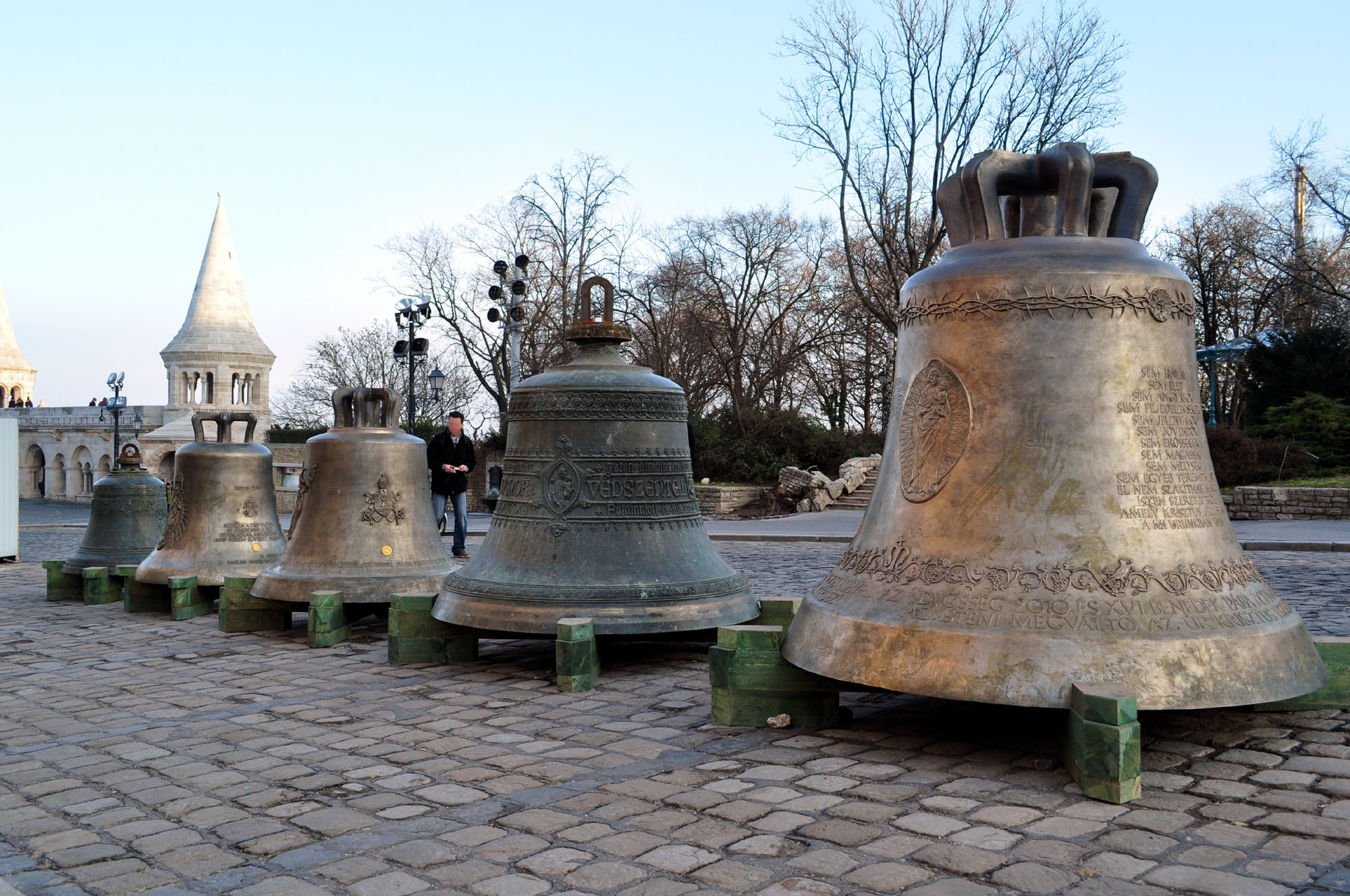
A Mátyás-templom harangjai közszemlén, jobboldalt a Krisztus-harang

Három domborműve: Madonna a gyermek Jézussal, Keresztrefeszítés, Világbíró Krisztus. Fent töviskoszorú fut körbe, amelyet a mottó fölött golgotavirág-motívum fog össze. Lent Mária-monogramból eredő szőlőinda húzódik végig, amelyben a mottó alatt madarak bújnak meg. A szobrászati díszítés Szőnyi Endre szobrászművész munkája.
Mottója (Róm 8,38-39): Sem halál, sem élet, sem angyalok, sem fejedelemségek, sem jelenvalók, sem jövendők, sem erősségek, sem magasság, sem mélység, sem egyéb teremtmény el nem szakíthat minket Isten szeretetétől, amely Krisztus Jézusban, a mi Urunkban van.
Ajánlás: Az üdvösség 2010. és XVI. Benedek pápa kormányzásának 6. évében a Budavári Főtemplom közössége Varjú Imre plébános vezetésével az Isteni Megváltó, az Úr Krisztus tiszteletének szentelt engem, hogy megfeleljek mindenkinek, aki reményének okáról kérdezi.
Ez jelenleg a 6. legnagyobb tömegű harang Magyarországon, és Budapest 2. legnagyobb harangja is. A templom két nagyharangja egyben a budai oldal két legnagyobb harangja is.

### A Szent Károly-harang
Domborművei: a szöveg közti mandorlákban a Magyarok Nagyasszonya, illetve Borromei Szent Károly alakja
Felirata: Isten dicsőítésére, hazánk Nagyasszonya templomába, I. Mátyás király tornyából szólítom a híveket. Védszentem Borromei Szent Károly bíbornok. Fölajánlott és fölszentelt Hornig Károly báró, veszprémi püspök. Walser Ferencz öntött Budapesten, 1891.
Ezt a harangot vélte hallani lázálmában boldog IV. Károly király a halálos ágyán. Ez a harang szól a Magyar Televízió csatornáin is minden délben, 1994 óta.
A 14. legnagyobb magyar harang, a 11. római katolikus és Budapest 4. legnagyobb harangja.

### A XII. Piusz-harang
Három domborműve: XII. Piusz pápa jellegzetes, széttárt karú gesztusával; Mária mennybevétele ; Piusz pápa címere. Szabó Tamás szobrászművész alkotásai.
Mottója: Isten! Isten! Isten! Bár zengene minden szívben e kimondhatatlan név, minden jog, igazságosság és szabadság forrása! 1956. XI. 10.
Ajánlás: Az Angyali Pásztor, XII. Piusz pápa tiszteletére és közbenjárása kiesdésére öntetett engem a Budavári Főtemplom közössége Varjú Imre plébános vezetése alatt a megváltás 2010., XVI. Benedek pápa kormányzásának 6. évében.
A 36. legnagyobb harang Magyarországon.

### A II. János Pál-harang
Három reliefje: II. János Pál pápa 2000 nyarán megáldotta a Szent Korona másolatát; a templom főoltárának Mária-szobra, amelyet 2000. augusztus 15-én e koronával megkoronáztak; II. János Pál pápa címere. Lebó Ferenc szobrászművész alkotásai.
Mottója: 

Ne féljetek az igazságtól! 

Ne féljetek a jövőtől! 

Ne féljetek, ha a szeretet áldozatot követel! 

Ne féljetek odaszentelni az életeteket! 

Ne féljetek az árral szembe menni! 

Ne féljetek a szenvedéstől és a haláltól! 

Ne féljetek befogadni Krisztust!
A címer alatti felirat:
TOTUS TUUS 

Egészen a tiéd vagyok és mindenem a tiéd.

Befogadlak mindenembe. Add nekem szívedet, Mária!
Ajánlás: II. János Pál pápa hősi tanúságtételének emlékezetére öntetett engem Varjú Imre plébános és a budavári hívek közössége az Úr 2010., XVI. Benedek pápaságának 6. évében.

### A Szentháromság-harang
Felirata: Goss mich Antoni Zechenter in Ofen Anno 1723. (Anton Zechenter öntött Budán, 1723-ban.)

DEO Uni In Essentia Trino In Personis Patri, Filio et Spiritui Sancto D. D. (Az egylényegű és három személyű Istennek, az Atyának, a Fiúnak és a Szentlélek Úristennek.)

Anno MDCCXXIII Post Urbem Incineratam Ipso Die Paschatis 28. Martii Hanc Campanam R. P. Stephanus Dinarich Provinciae Austriae Societatis JESU Provincialis F. F. (A város leégése után, az 1723. évben, Húsvét napján, március 28-án e harangot a főtisztelendő Dinarich István atya, a Jézus Társasága ausztriai tartományának provinciálisa F.F. (?))

### A Szent Margit-harang
Dombormű: Árpád-házi Szent Margit alakja egy 1500 körül készült fametszet alapján
A dombormű alatt: Margit imái vezekelve szállnak
Mottó:

Örülj, vigadj magyar haza,

hogy Krisztus hozzád ily kegyes,

van már, ki érted szólana,

és üdvös pártfogást szerez.

### A huszártorony harangja
A templom tetőzetének gerincén ülő, fából épült huszártorony rejtette hosszú ideig a templom hetedik, örökre elnémult kisharangját. Palástján csak egy feszület-ábrázolás látható, felirata: Goss mich Anton Zechenter in Ofen 1724 (Anton Zechenter öntött engem Budán, 1724-ben). A harang felső részén a második világháborúban kapott belövés nyomán kéttenyérnyi lyuk tátong, emiatt használhatatlan, húzókötele az idő folyamán teljesen elfoszlott. Valószínűleg soha többé nem fog már megszólalni. Egyenes fajármon függ, eredeti nyelve eltűnt. Később lekerült a huszártoronyból, jelenleg a templomban pihen.
Érdekes, hogy az első világháború rekvirálása elkerülte a templomot, míg a másodikban hármat is elvittek hadi célokra. Ekkor sérült meg a huszártorony lakója.

## Történelmi jelentősége
A IV. Béla által 1270-re felépített új Mária-templom igen hamar országos jelentőségű események színhelye lett. 1279-ben már itt tartottak nemzeti zsinatot Fermói Fülöp pápai legátus és Monoszló Lodomér esztergomi érsek vezetésével, amelyen megintették Kun László királyt.
Az 1301 utáni trónviszályok során itt jelölték királlyá a cseh Vencelt és a bajor Ottót, majd 1309-ben egy újabb nemzeti zsinaton Gentilis de Monteflorum bíboros, pápai legátus és Tamás esztergomi érsek itt koronázta meg egy új koronával Anjou Károly Róbertet. Ugyanezt a királyt Visegrádon történt halála és székesfehérvári temetése között itt ravatalozták fel.

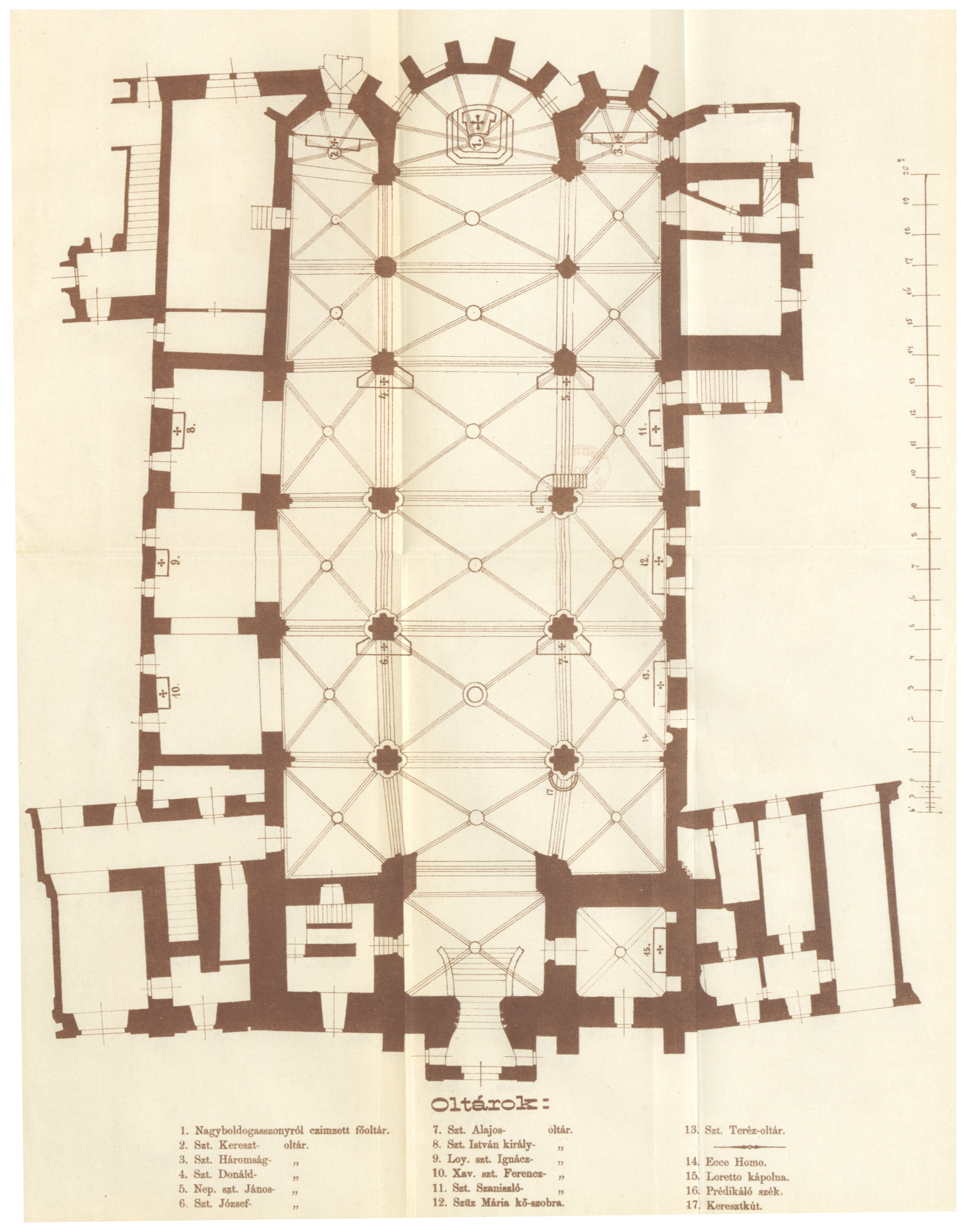
A Mátyás-templom alaprajza

Zsigmond király 1412 januárjában az ekkorra már átépített templom falaira először függesztette fel győzelmi zászlóit, amelyeket a Velence elleni hadjáratban zsákmányolt. E gesztusból később Hunyadi János teremtett hagyományt.
1424-ben, Úrnapján Zsigmond király és német-római császár vendégeként II. Mánuel bizánci császár fordult meg falai között. Zsigmond halála után 1438-ban Albert, 1440-ben I. Ulászló király bemutatása történt meg, megválasztásuk után, a templomban. Ulászló 1444-ben, diadalmas hadjárata után itt tartotta ünnepélyes hálaadását Hunyadi Jánossal együtt.
Kapisztrán Szent János itt tartott toborzó szónoklatot a török elleni hadjáratban való részvétel előmozdítására. Hunyadi 1455-ben itt kapta meg a keresztet Carvajal pápai legátustól, és innen indult Nándorfehérvárra.
III. Callixtus pápa 1456-ban társaskáptalant alapított a templom mellett. (Ez a török hódoltság alatt megszűnt, de a „Szűz Máriáról nevezett Pest-újhegyi prépost” címét az apostoli magyar király, majd 1920 óta az esztergomi érsek mindmáig adományozza.)
Hunyadi Mátyás trónra lépésekor, 1458-ban a Szent Korona nem volt Magyarországon. A prágai fogságából hazatérő Mátyás ezért egyfajta „korona nélküli koronázás” keretében a Nagyboldogasszony-templomban ünnepélyesen megkezdte uralkodását: hálát adott Istennek és Máriának, Magyarország Nagyasszonyának, akinek különleges tiszteletét édesapjától örökölte; az oltár előtt ígéretet tett a szent jogok megtartására, majd palotájába ment, és trónjára ülve megkezdte az ország ügyeinek intézését.
Mátyás itt tartotta mindkét esküvőjét: 1463-ban Podjebrád Katalinnal és 1476-ban Aragóniai Beatrixszal. A templom plébánosa ez időben Ilkuszi Bylicza Márton, Mátyás barátja, kitűnő csillagász, Regiomontanus munkatársa.
1526-ban Pozsonyba menekítették a templom kincseit. Werbőczy István nádor itt hirdette ki Szapolyai János királynak (1526-1540) a franciákkal, a pápával, Velencével, valamint Firenzével megkötött szövetségét. Néhány hónappal később, Szent István király ünnepén már az „ellenkirály”, a Habsburg I. Ferdinánd vett részt itt a szentmisén.
A megszálló törökök 1541-1686-ig Buda főmecsetjeként használták. A legenda szerint a templomban halt meg Gül Baba, a bektási dervis rend tagja, akinek rózsadombi türbéje (mauzóleuma) ma is az iszlám világ legészakibb zarándokhelye.
A Budáért folytatott elkeseredett harc győzelmét a kortársak a templom Mária-szobrával történt csodának tulajdonították, amelyet a törökök nem semmisítettek meg, csak elfalaztak. Az 1686. évi ostrom utolsó rohama előtt a II. Ulászló által adományozott fogadalmi szobor elé húzott fal egy nagyobb robbanás alkalmával ledőlt, és a főmecsetben imádkozó törökök előtt megjelent a Magyarok Nagyasszonyának régen elfeledett szobra. A diadalmas Mária-szobrot hálaadó körmenetben hordozták végig Buda utcáin. Erre az eseményre emlékezve a templom mindmáig kegyhely.
A templomot 1686 után birtokló jezsuita rend igen gondos gazda volt a maga módján: a Jézus Társasága által fémjelzett 87 esztendő lelkipásztori virágkor a templom történetében. A szellemileg is letarolt várost kollégiumuk segítségével ők művelték és ők tették újra katolikussá. A rend (az ellenreformáció küzdelmei nyomán is) erősen kötődött a Habsburg-uralkodóházhoz, tagjai között alig találunk magyarokat, ahogyan az újra betelepülő polgárság is, akárcsak a középkorban, német anyanyelvű volt. Mégis ezeknek a szerzeteseknek köszönhető, hogy kivirágzott és szétsugárzott Budavárából a Magyarok Nagyasszonya-kultusz és a Regnum Marianum (Mária országa) eszme és a szent királyok tisztelete, amely a magyar identitástudat egyik oszlopa és a nemzeti önállósági törekvések szellemi alapja lett.
A templom előtt 1713-ban állították fel a fogadalmi pestis-emléket, azaz a Szentháromság-szobrot, amely az ország számos hasonló alkotásának mintájául szolgált.
1867-ben, a kiegyezés csúcspontjaként Simor János bíboros-hercegprímás itt koronázta magyar királlyá I. Ferenc József osztrák császárt és feleségét, Erzsébetet a Szent Koronával. Ebből az alkalomból, itt hangzott fel először Liszt Ferenc Koronázási miséje.
1916. december 30-án itt koronázta meg Csernoch János bíboros-hercegprímás IV. Károly királyt és feleségét, Zita királynét a Szent Koronával.
2000-ben a Nagy Jubileum évében az egykori koronaküldésre emlékezve a templom fiataljai a Szent Korona újonnan készült másolatát, amelyet II. János Pál pápa Rómában megáldott, gyalogos zarándoklattal hozták hazáig, és Nagyboldogasszony ünnepén a pápa engedélyének birtokában megkoronázták vele Szűz Máriának a főoltáron lévő szobrát.

## Galéria

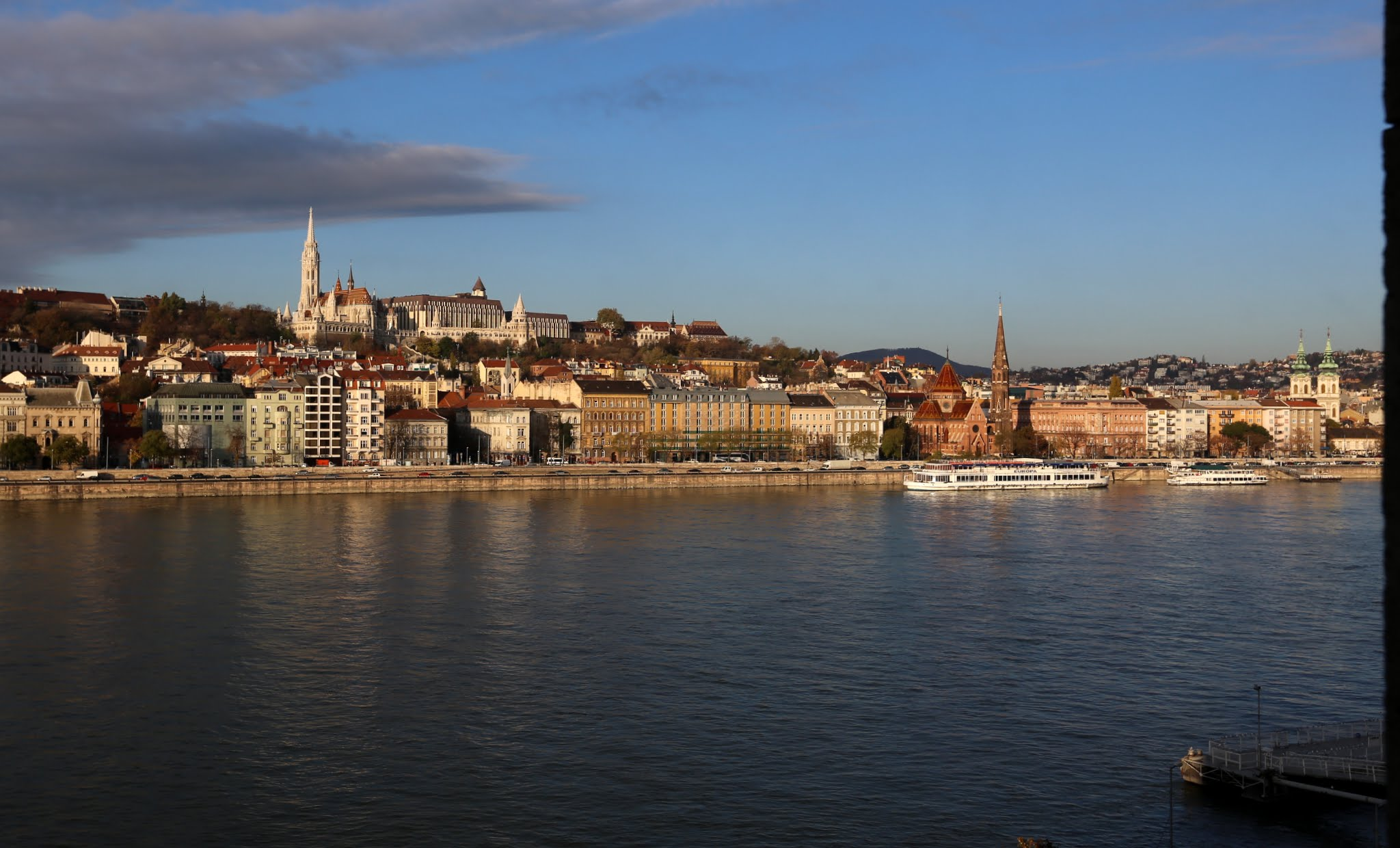
Pestről nézve…
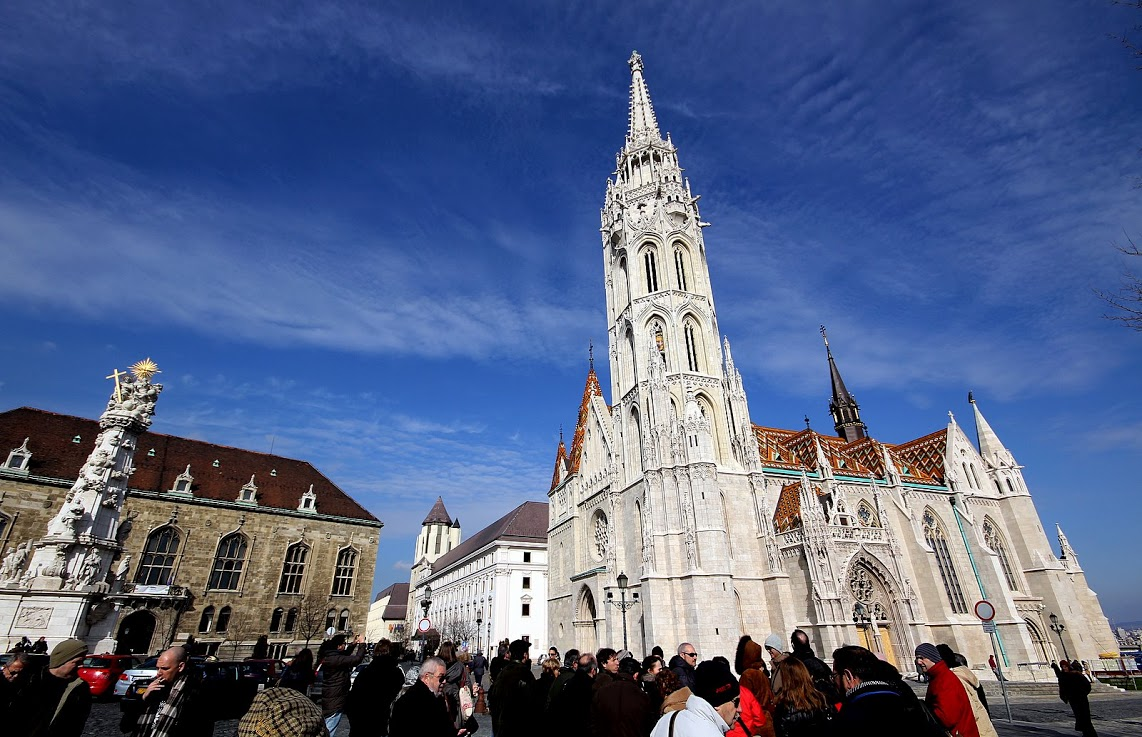
Mátyás-templom és a Szentháromság tér
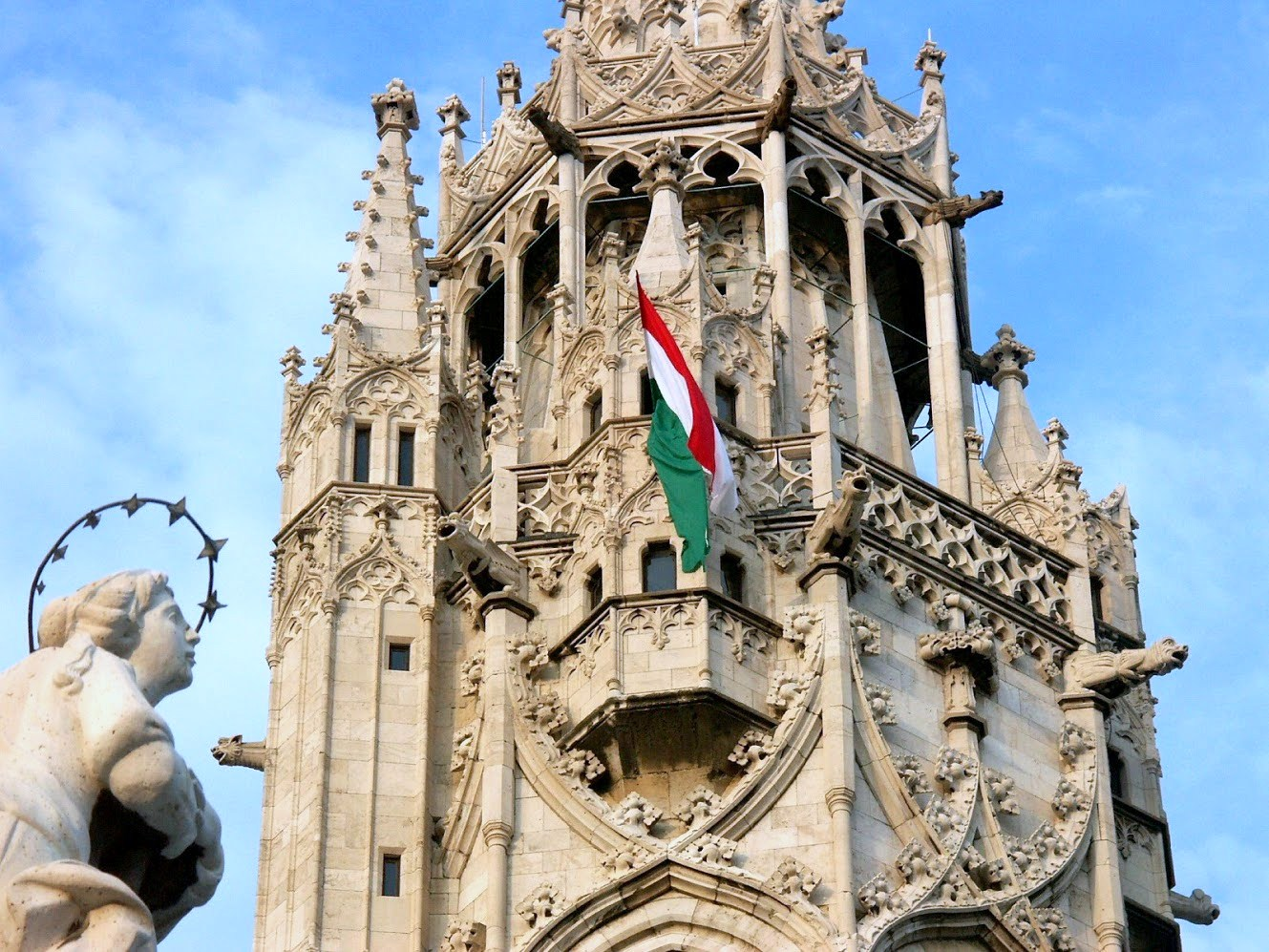
Mátyás-templom, augusztus 20.
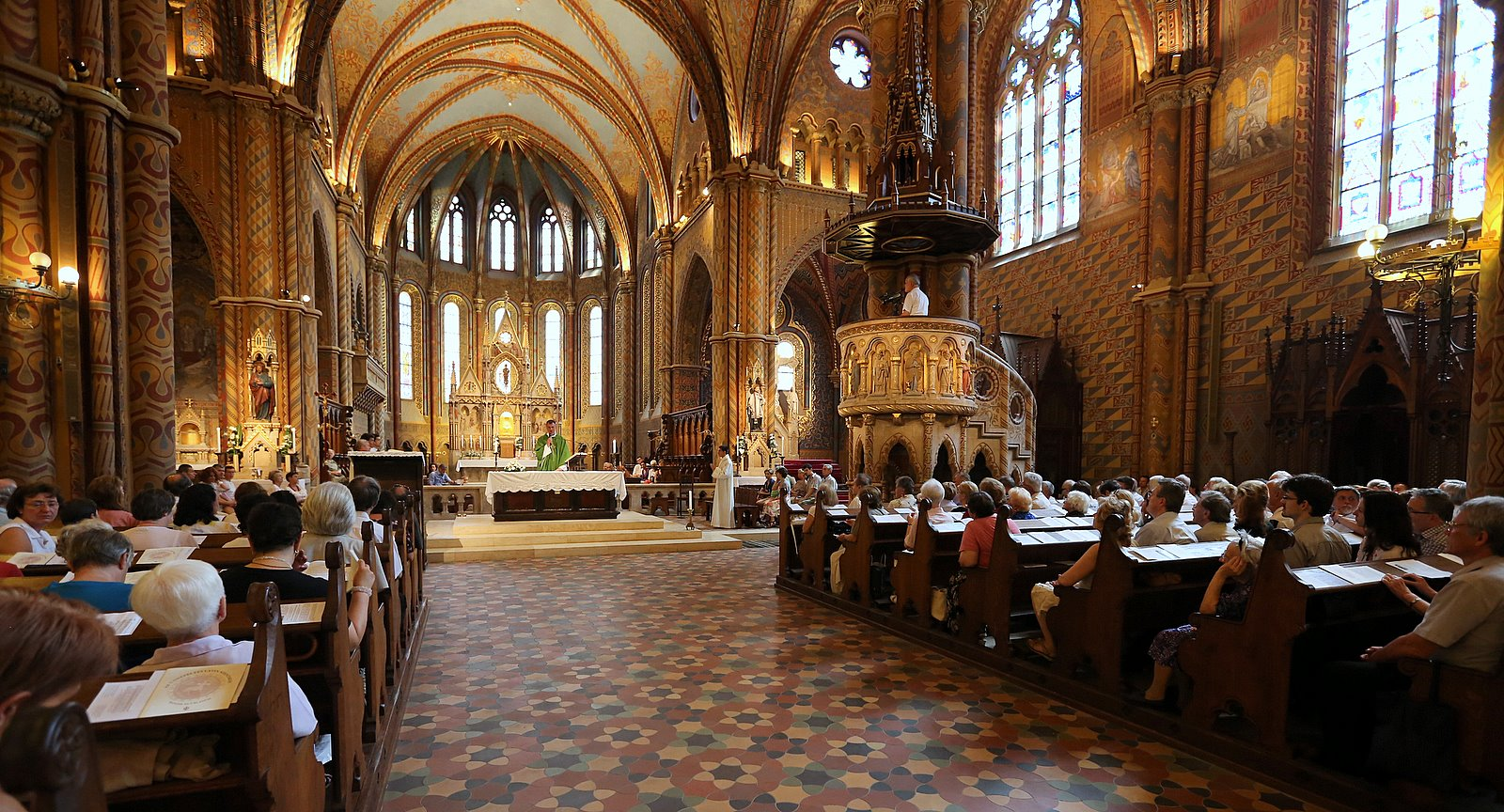
Vasárnapi szentmise évközi időben
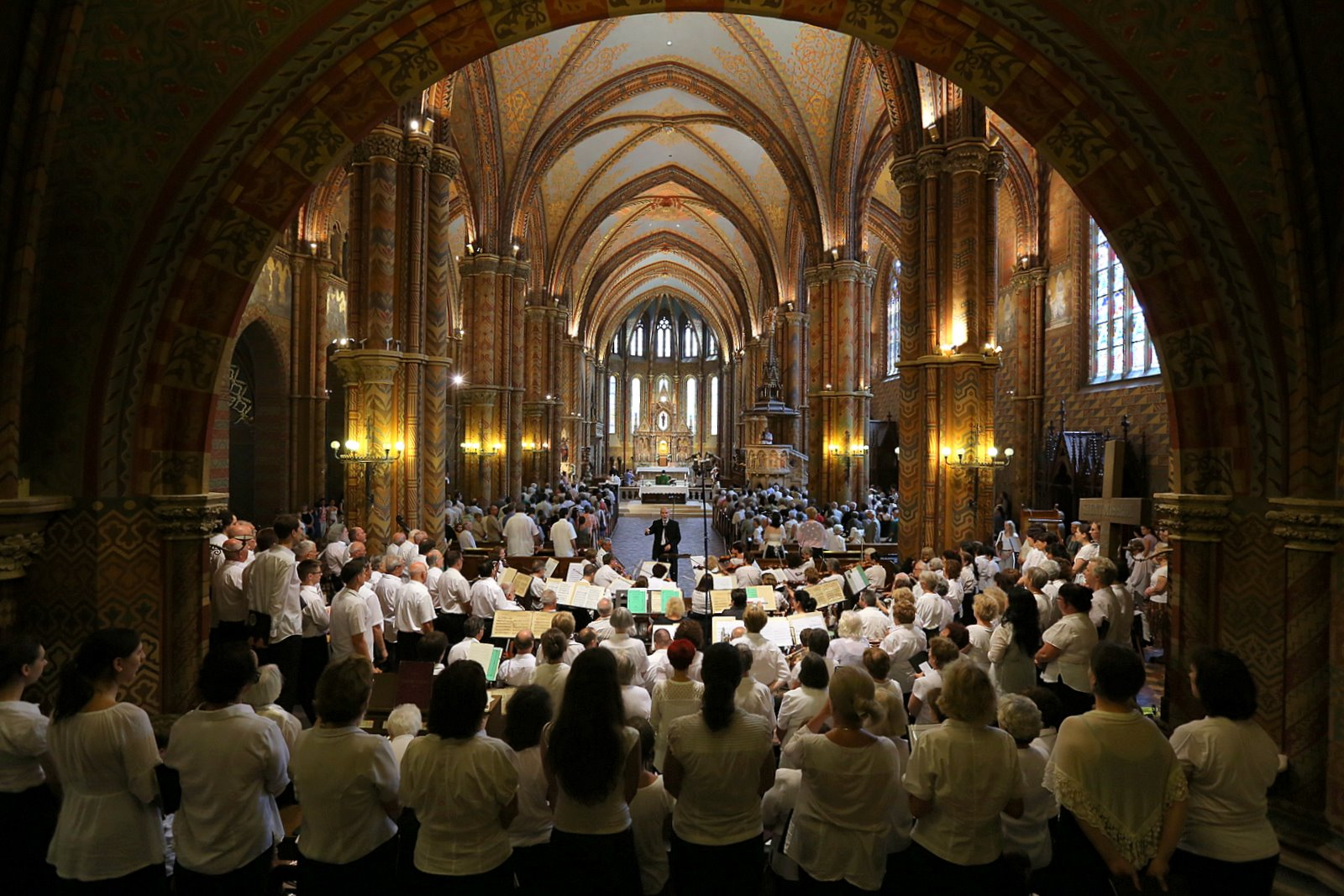
A templom Ének- és Zenekara
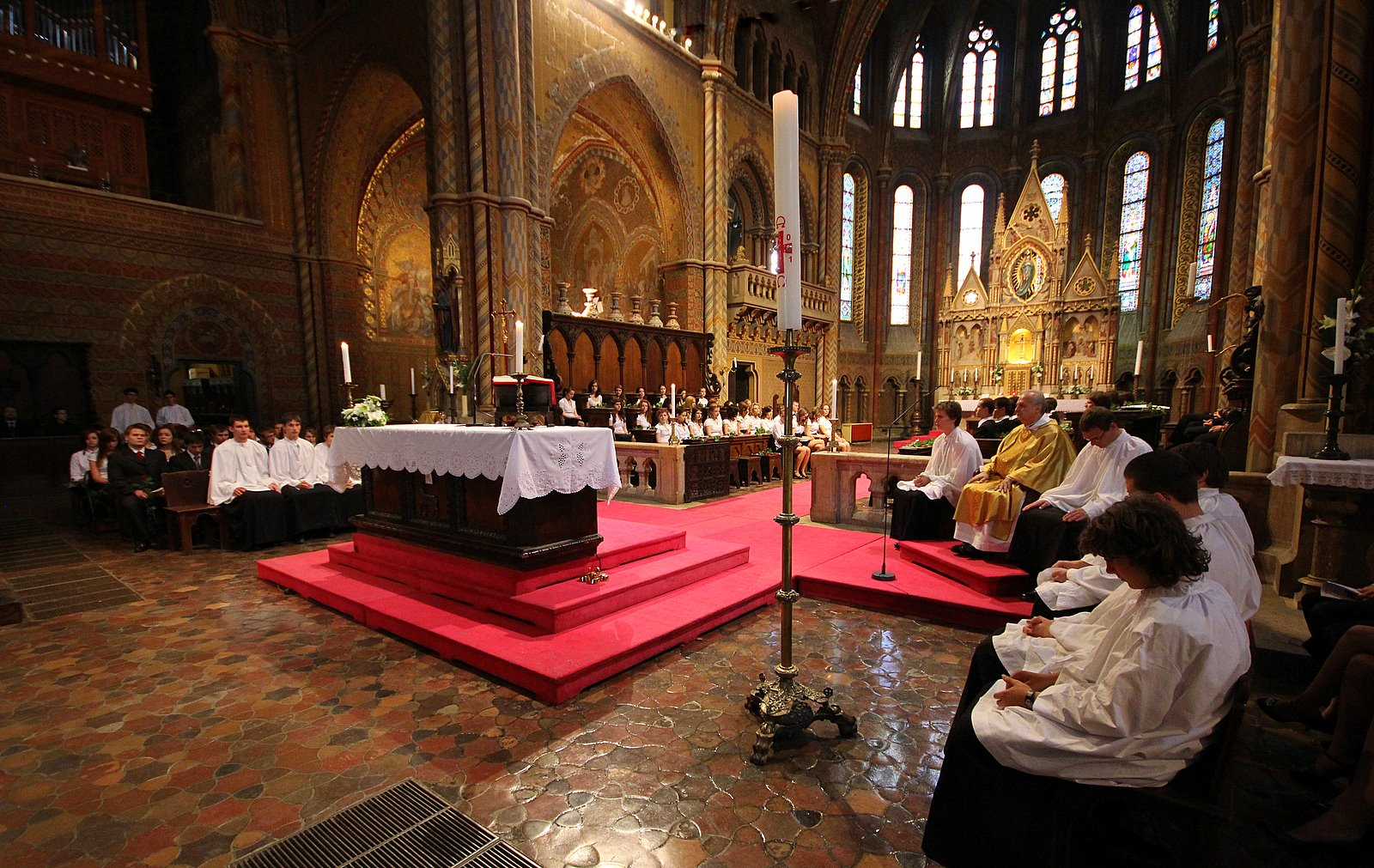
A Budapesti Egyetemi Katolikus Gimnázium évzáró hálaadó szentmiséjéje, 2011-ben
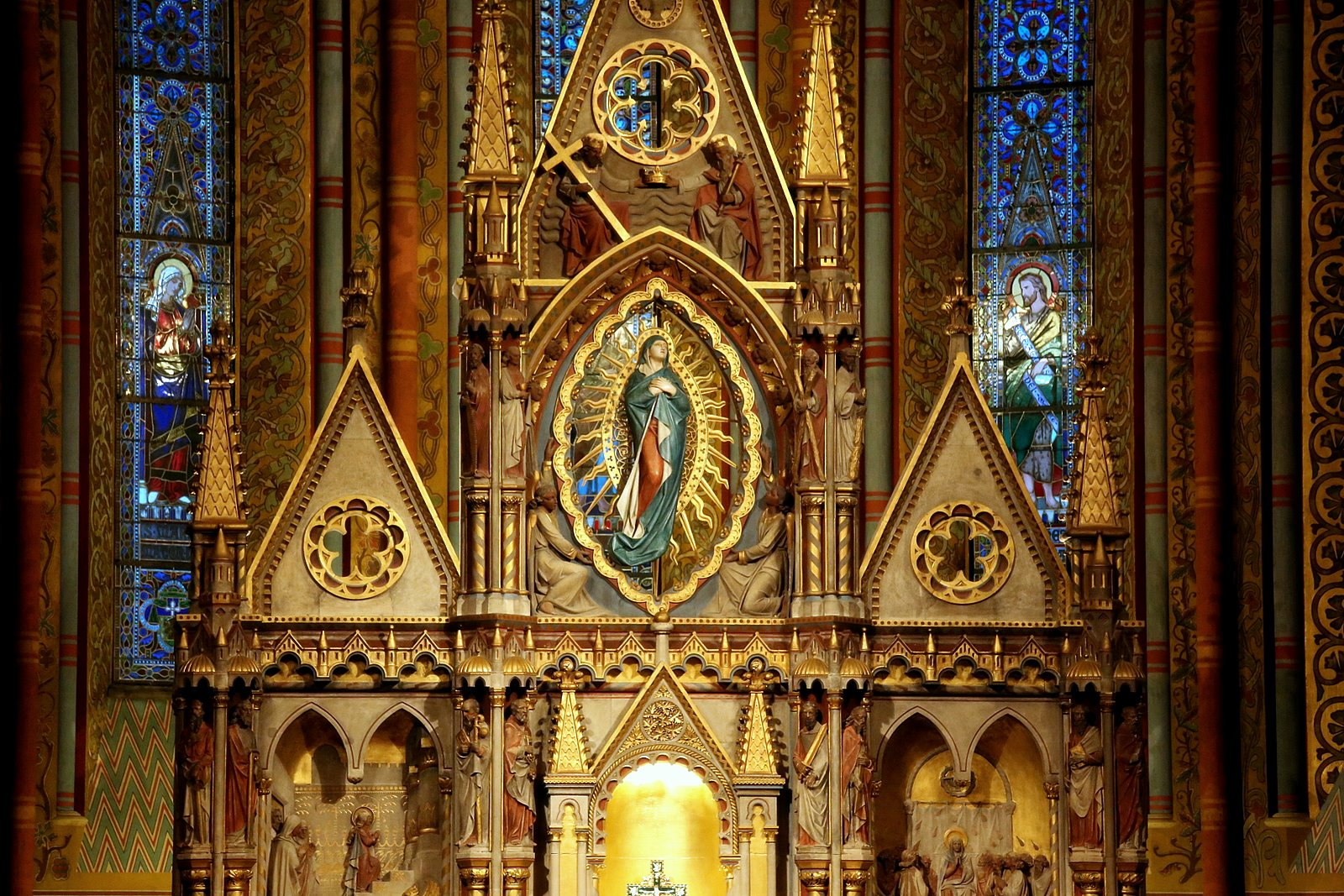
A főoltár részlete
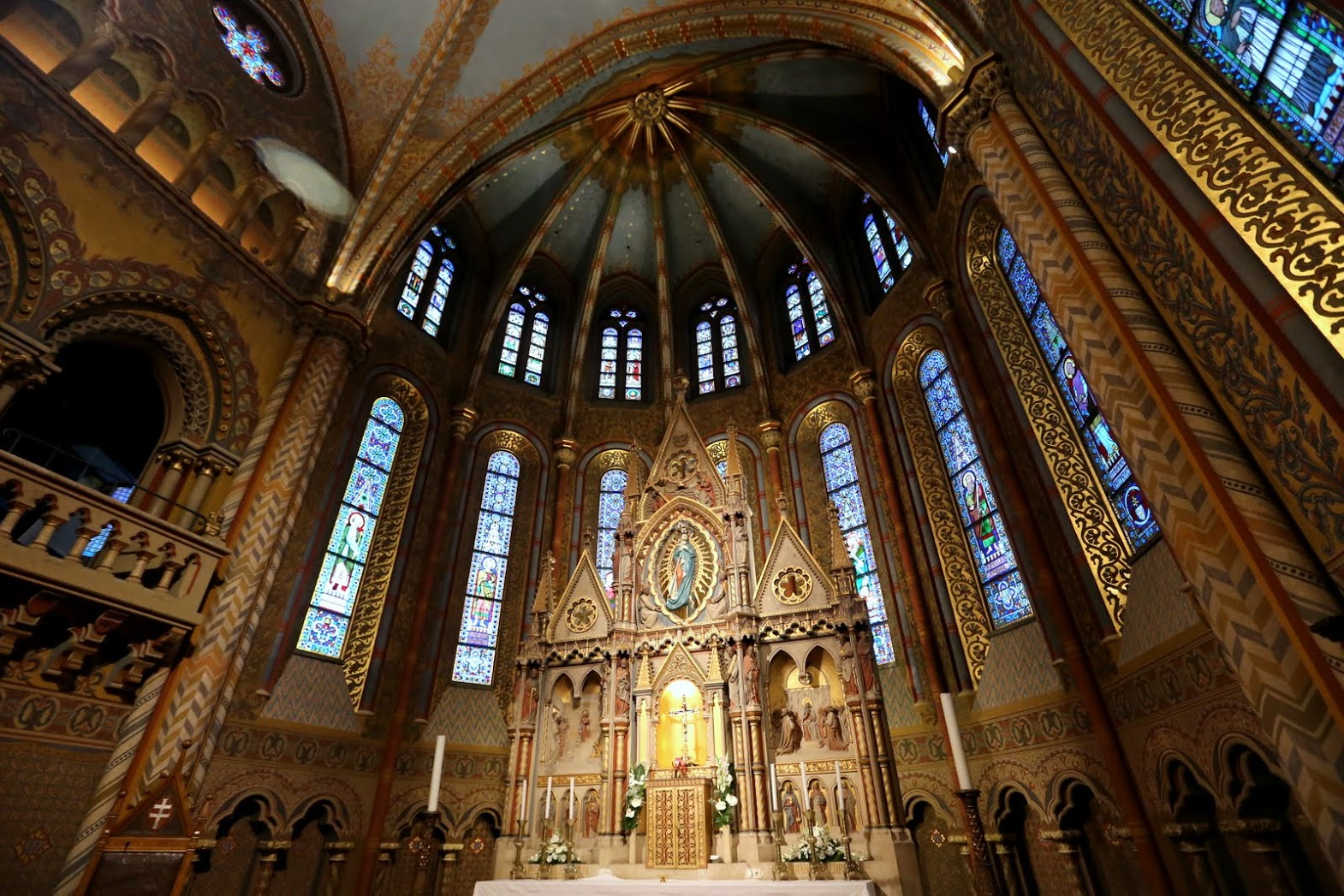
A templom szentélye
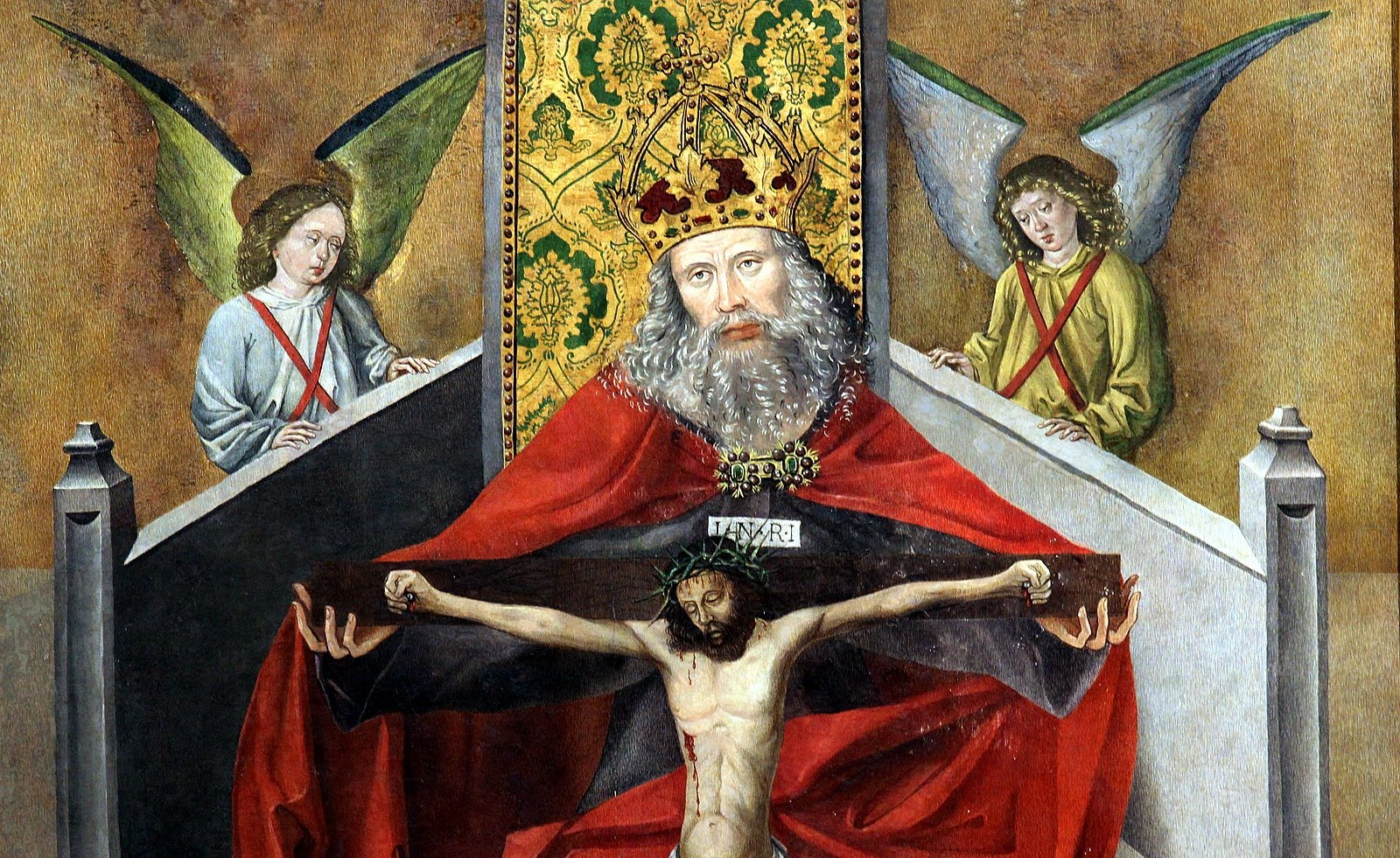
A Szentháromság-oltár részlete
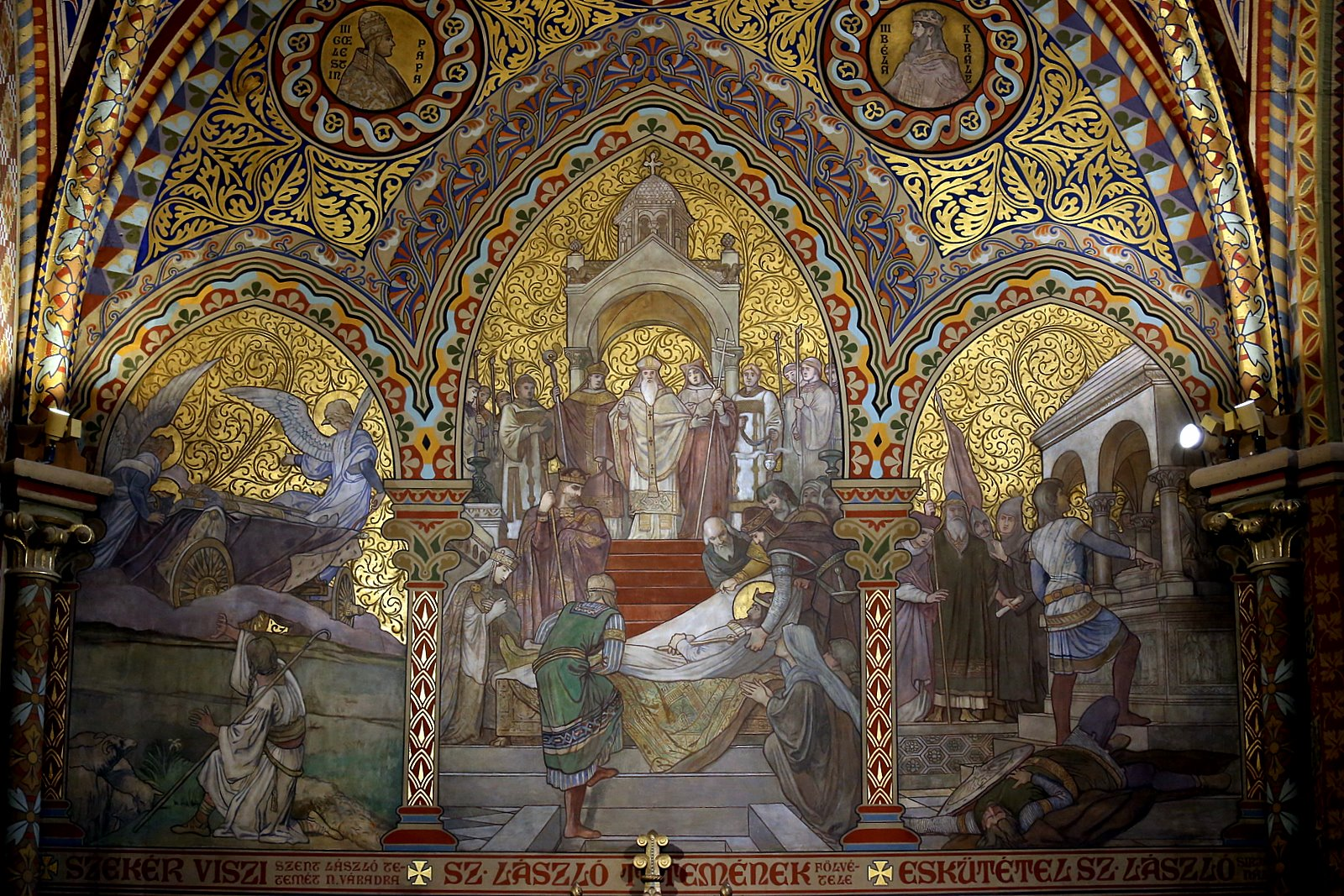
Szent László-kápolna (Lotz Károly freskói)
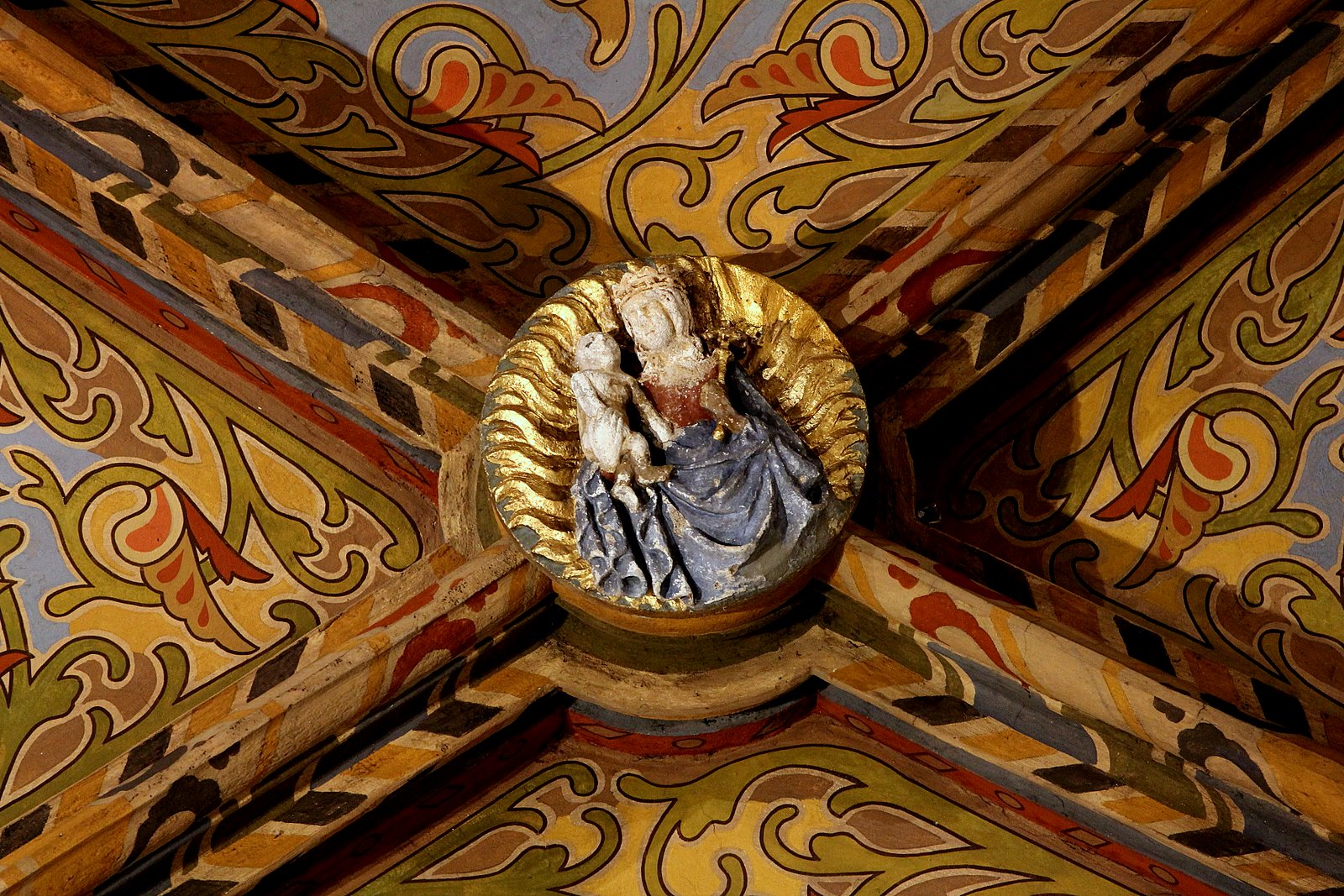
Középkori zárókő a főhajó boltozatán
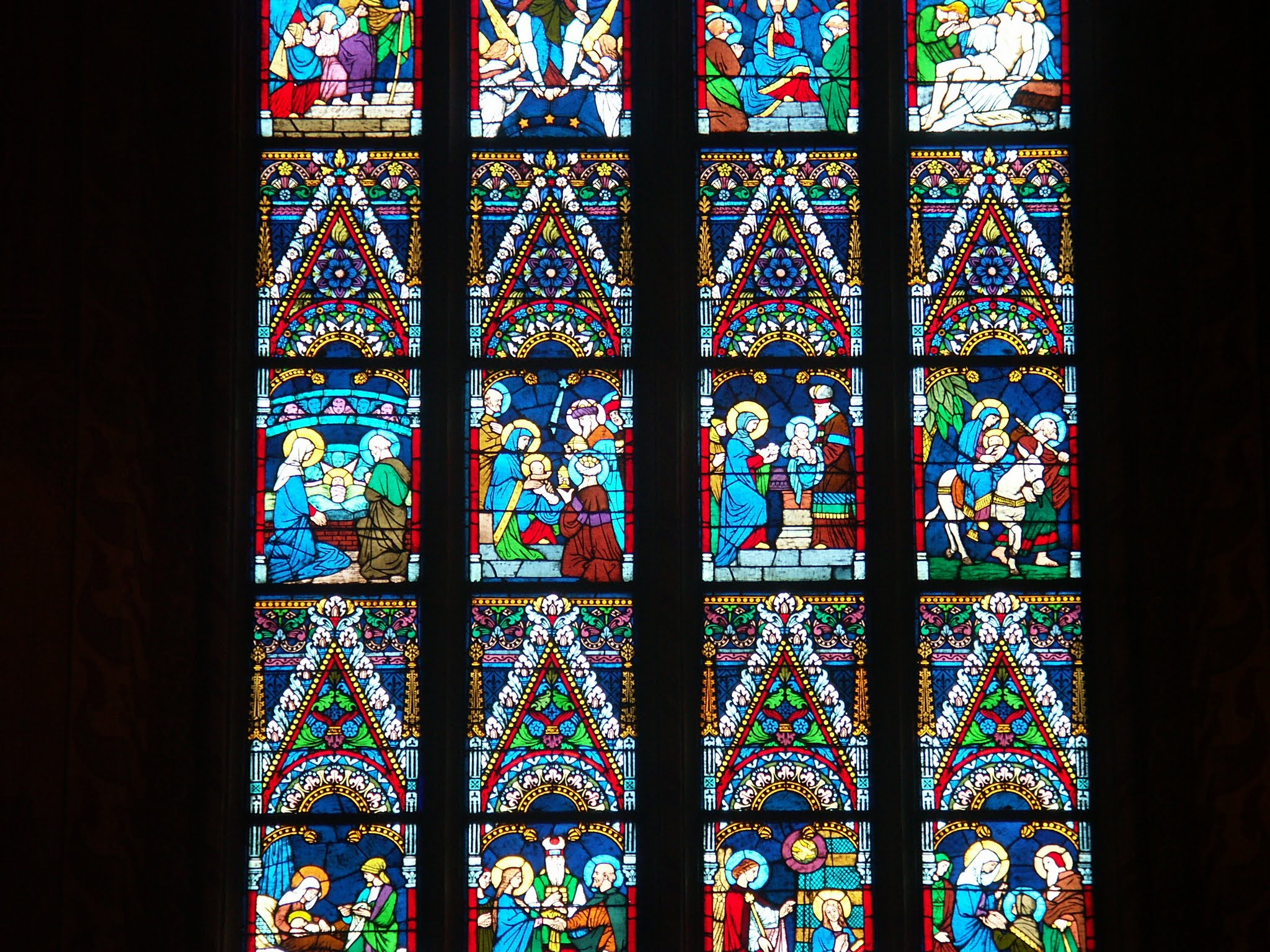
Ólomüveg ablak - részletek Szűz Mária életéből
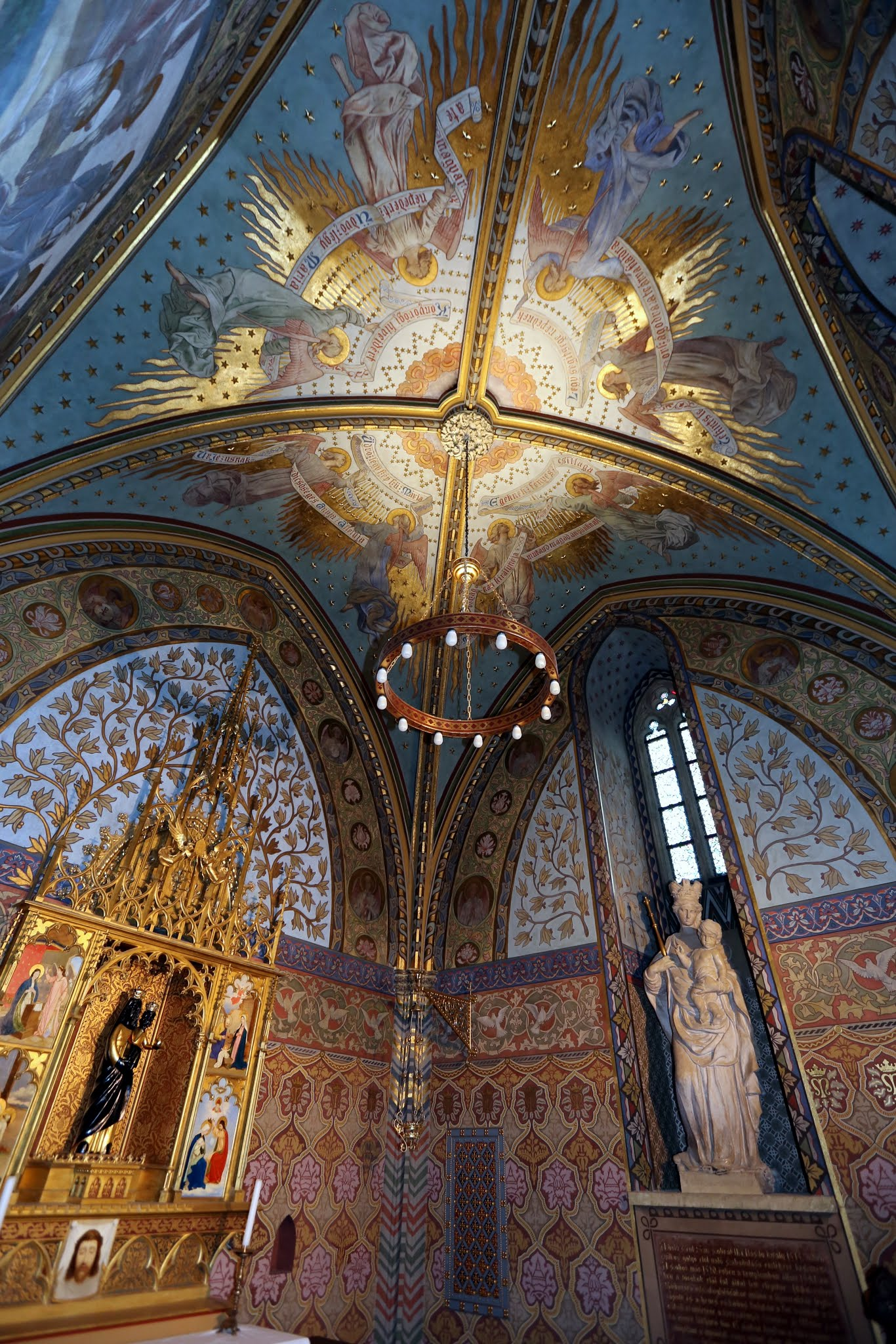
A templom Loretói kápolnája (Székely Bertalan)
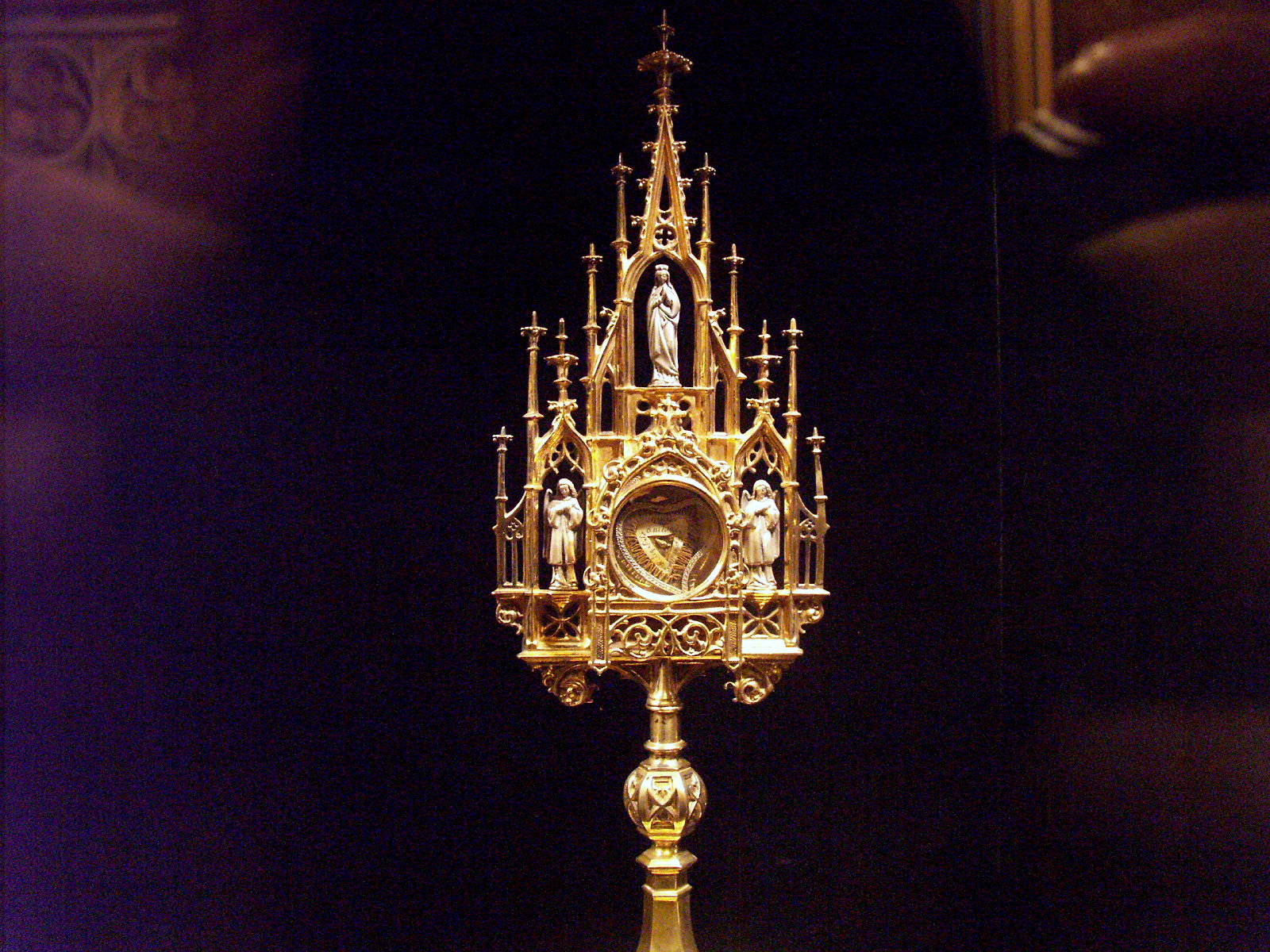
Ereklyetartó
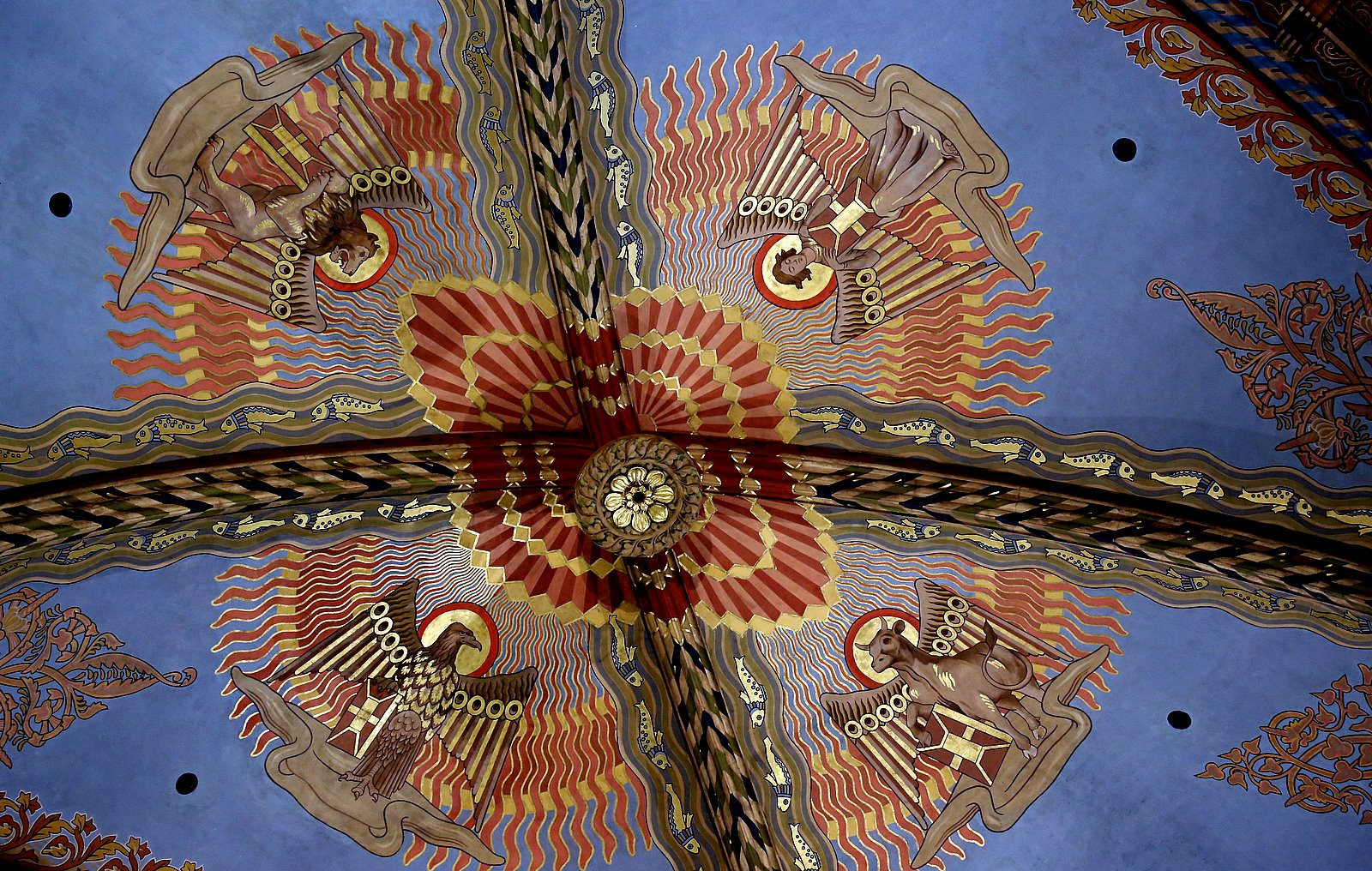
Mennyezeti zárókő és az evangelisták szimbólumai
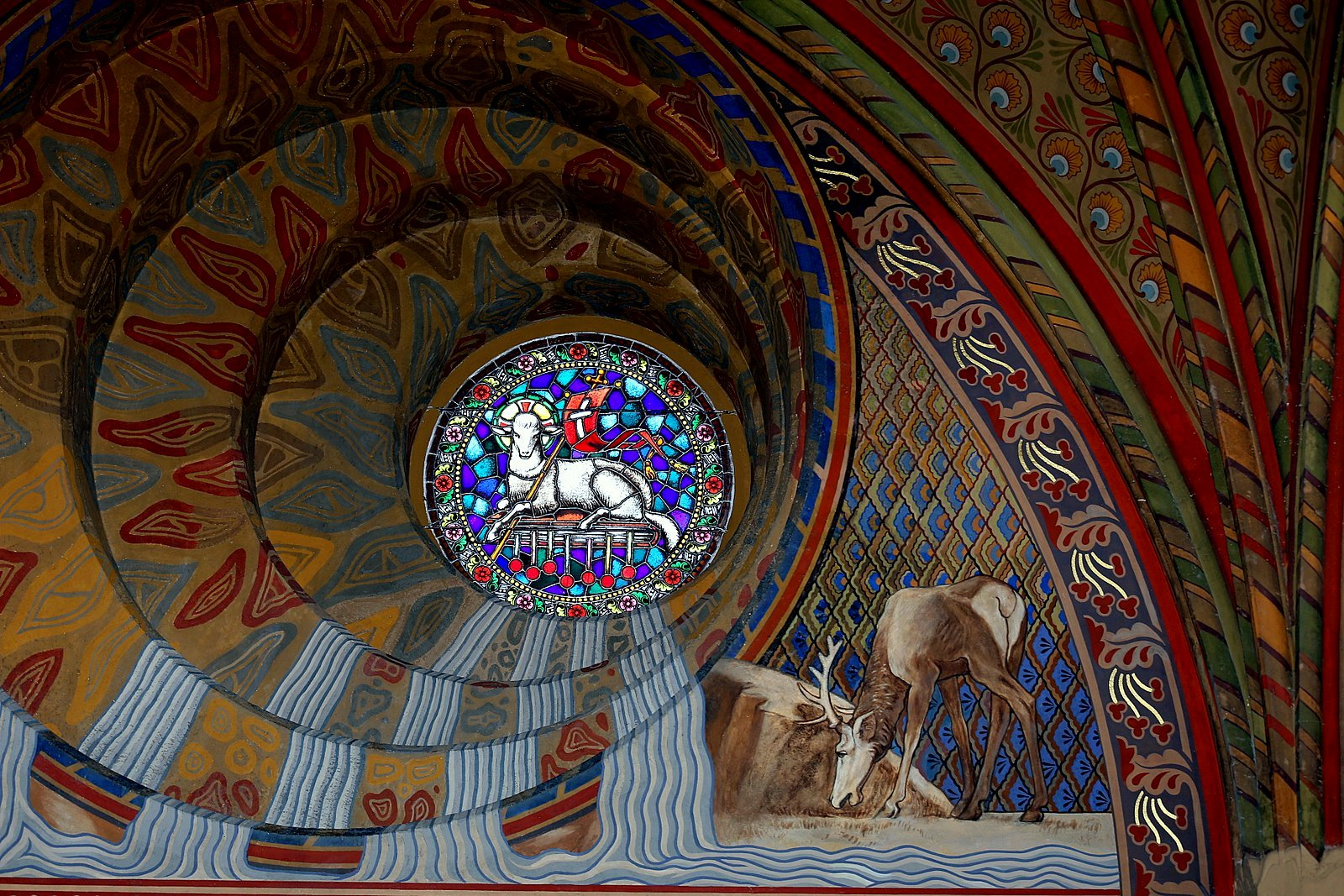
Isten Báránya ablak, alatta "Mint a szép híves patakra"
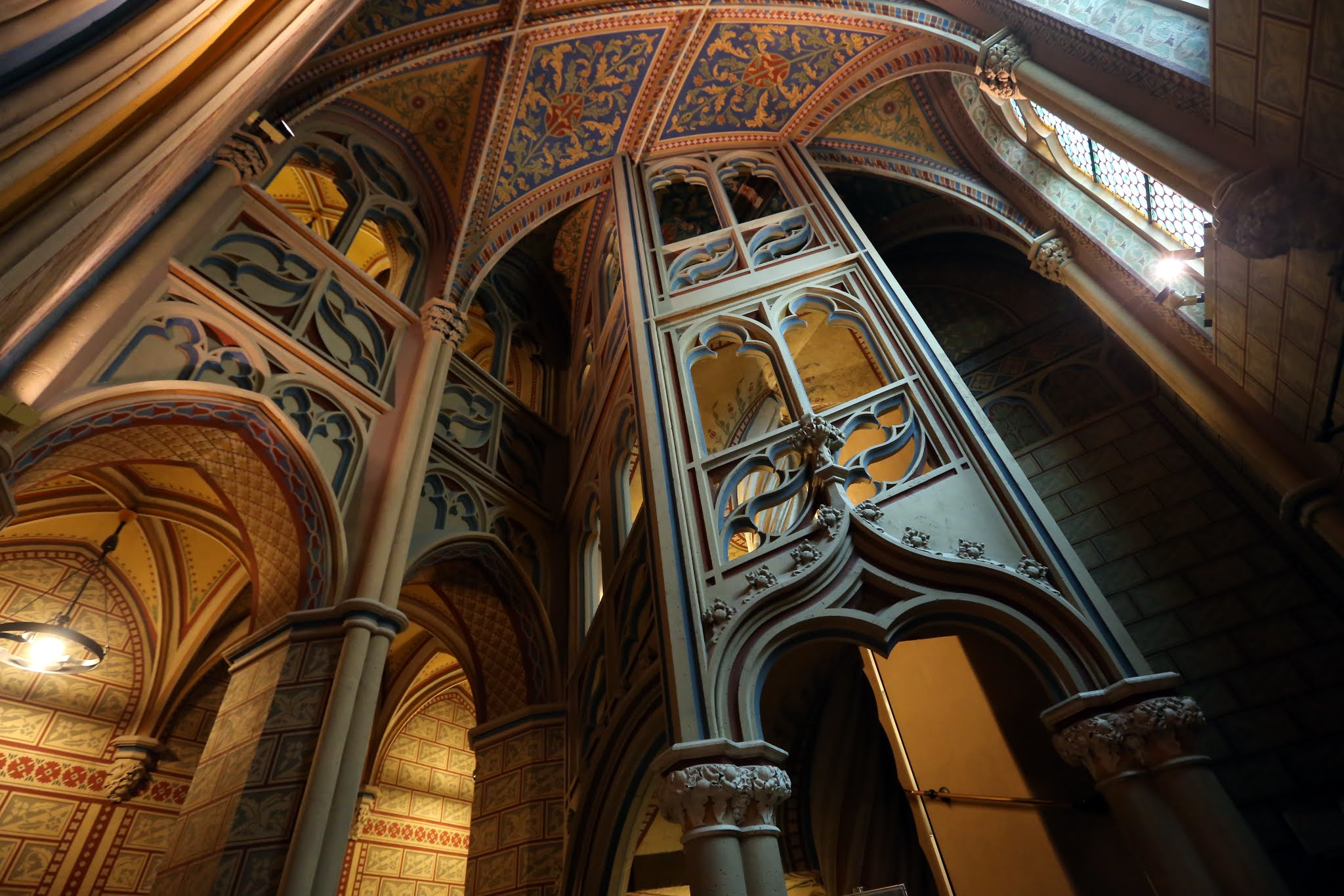
A király-lépcső
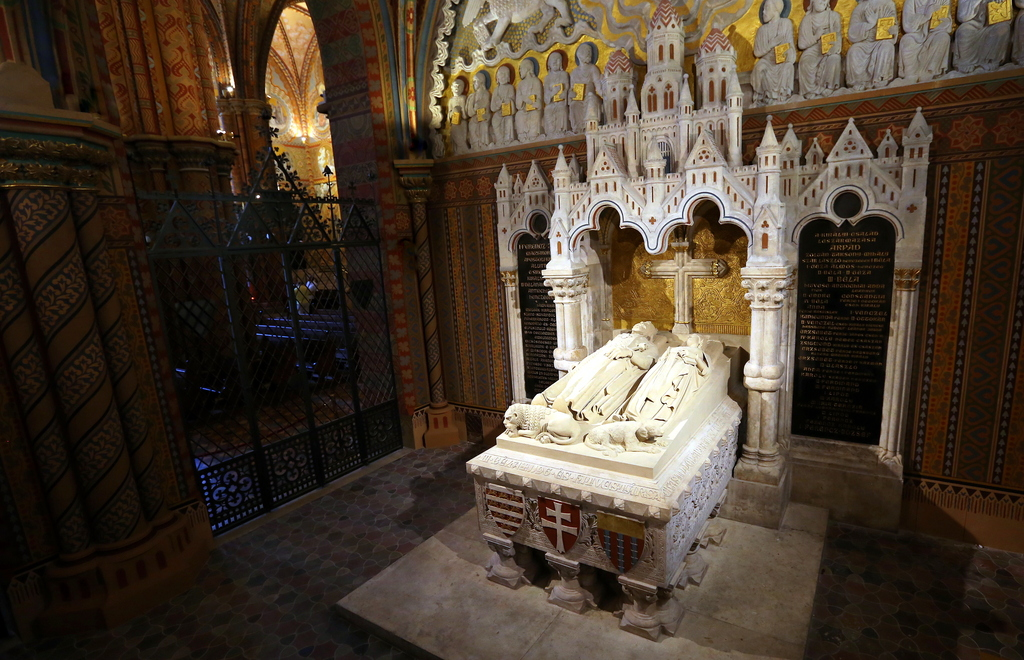
III. Béla király sírja
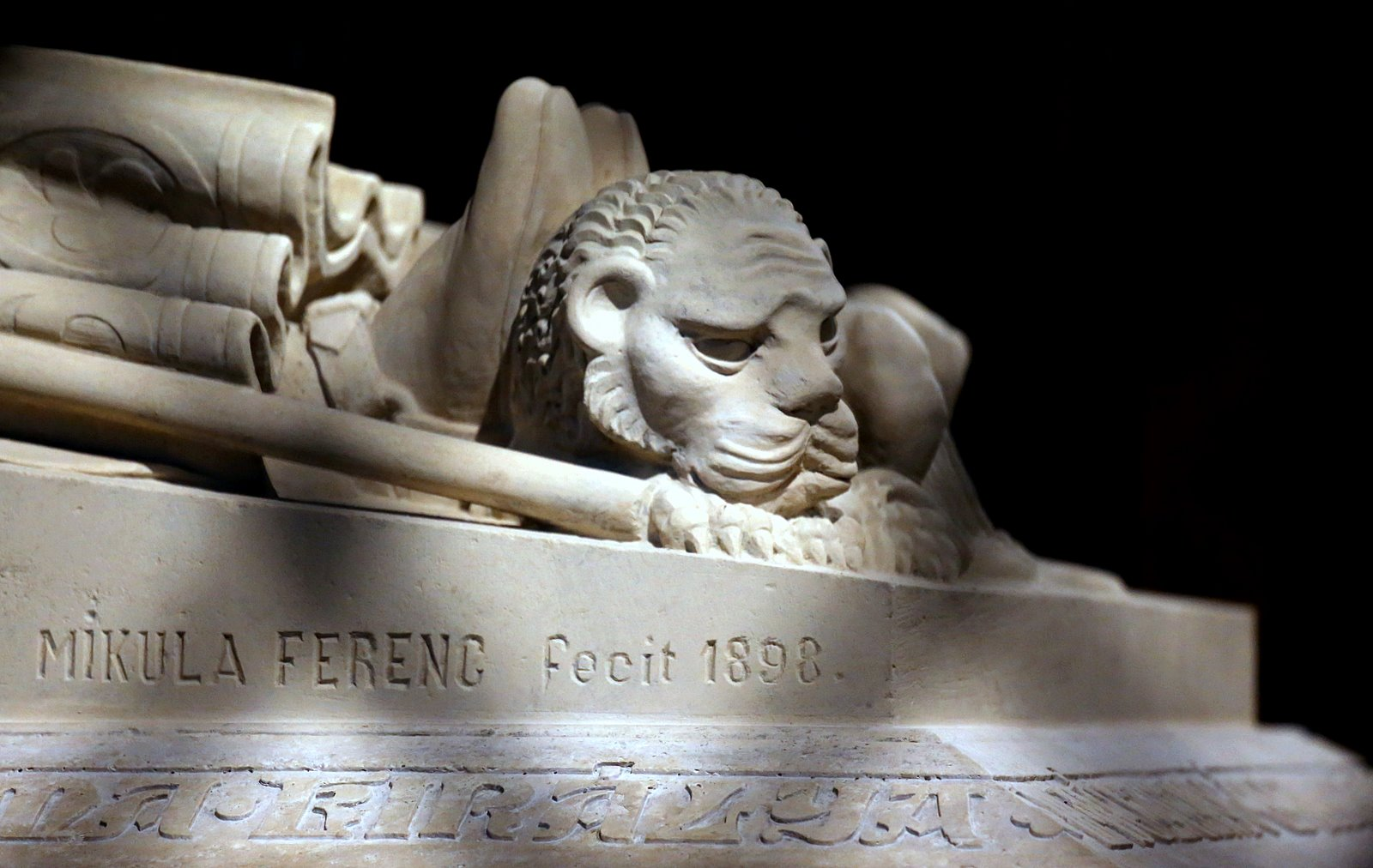
III. Béla szarkofágjának részlete
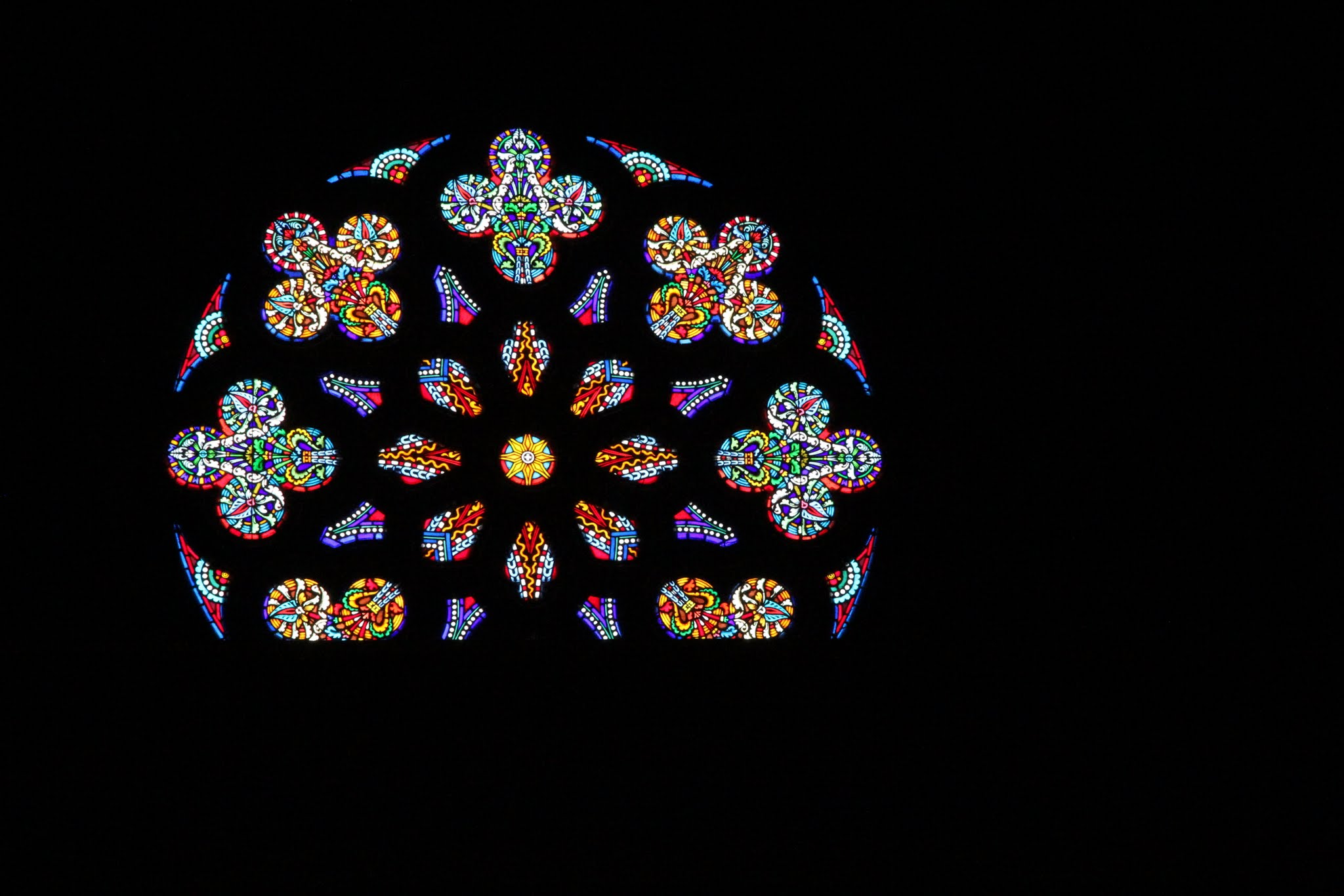
A nyugati homlokzat rózsaablaka
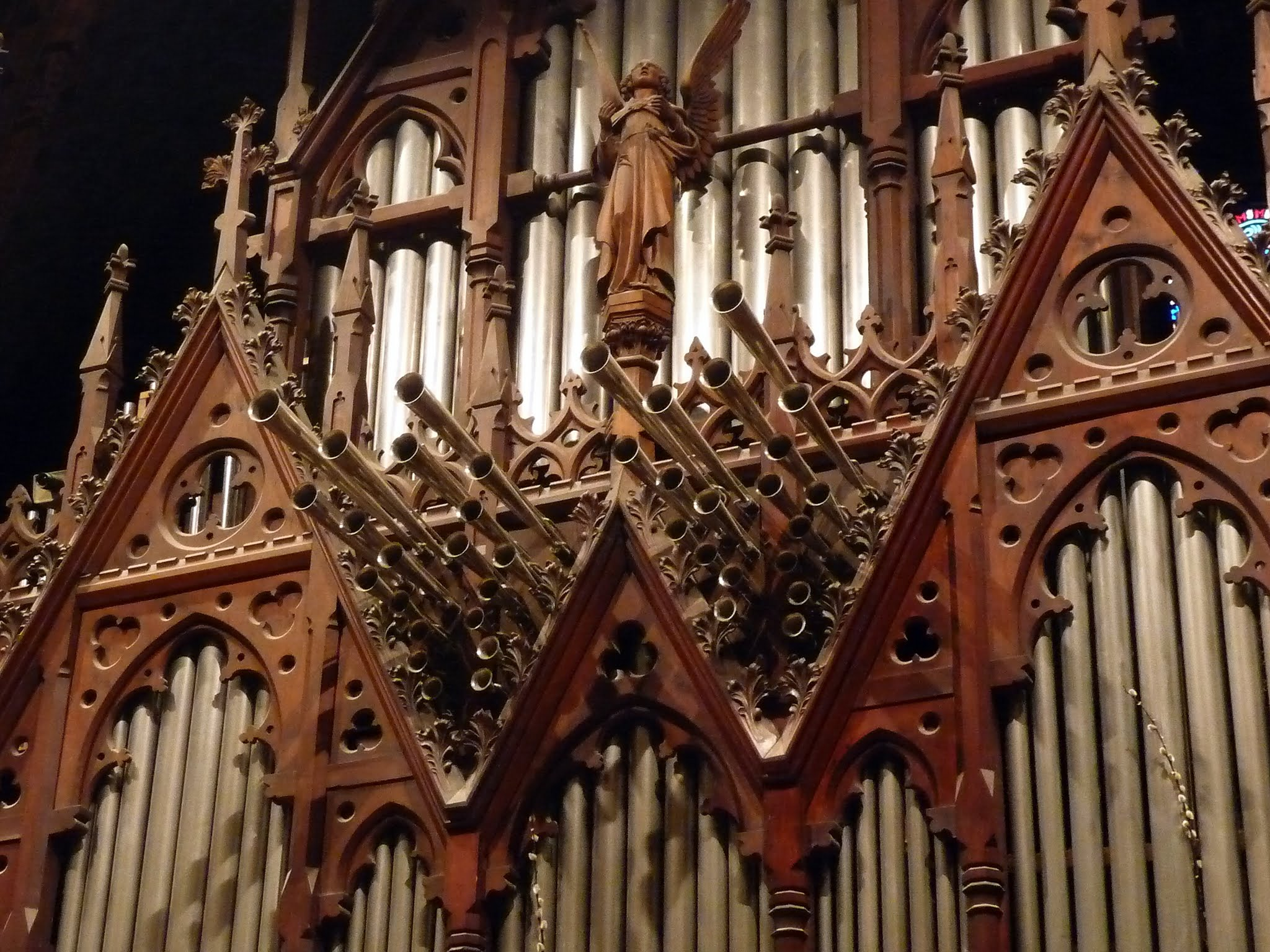
Az orgona homlokzata
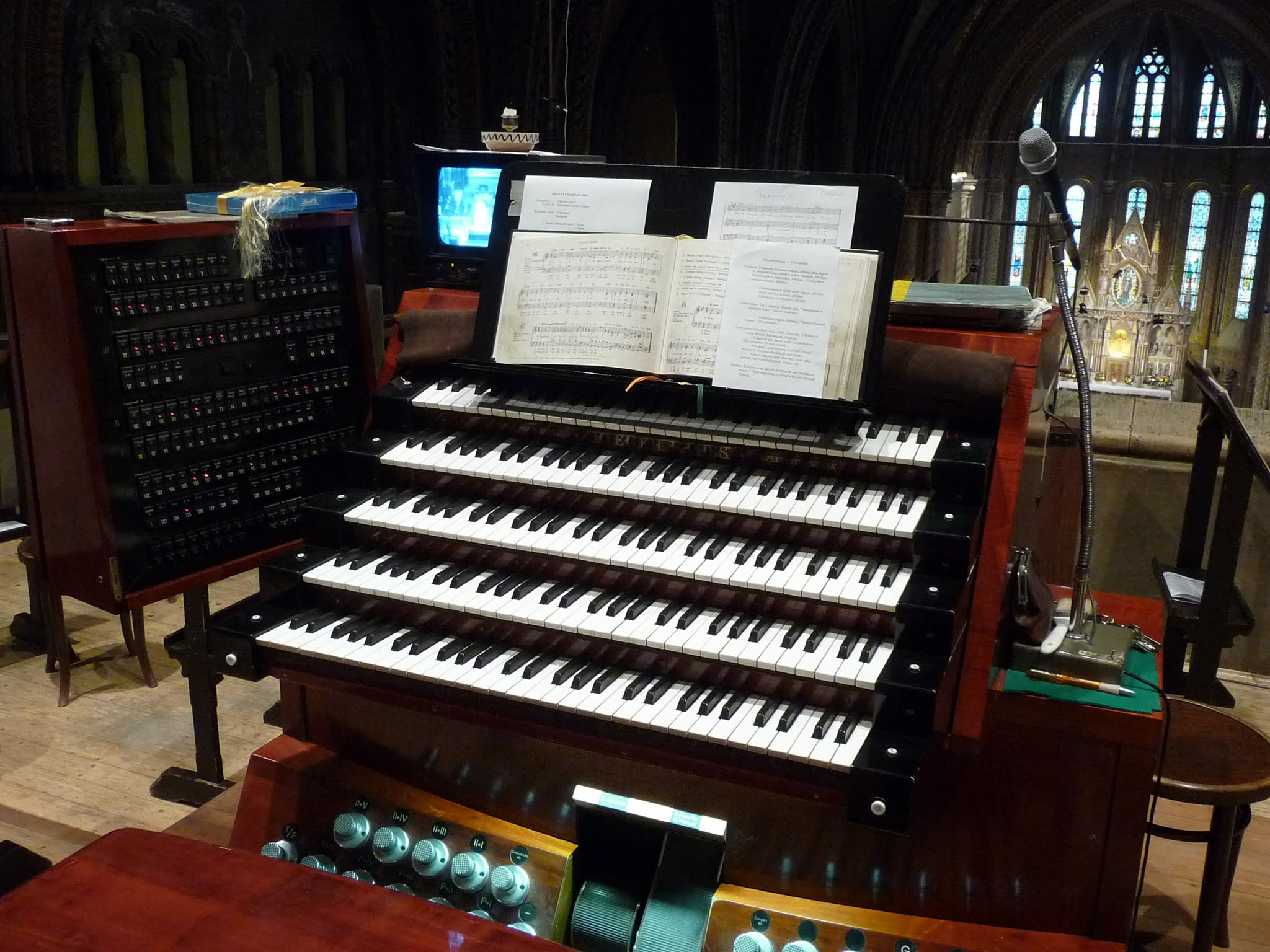
Az orgona játszóasztala, 5 manuál, 111 regiszter
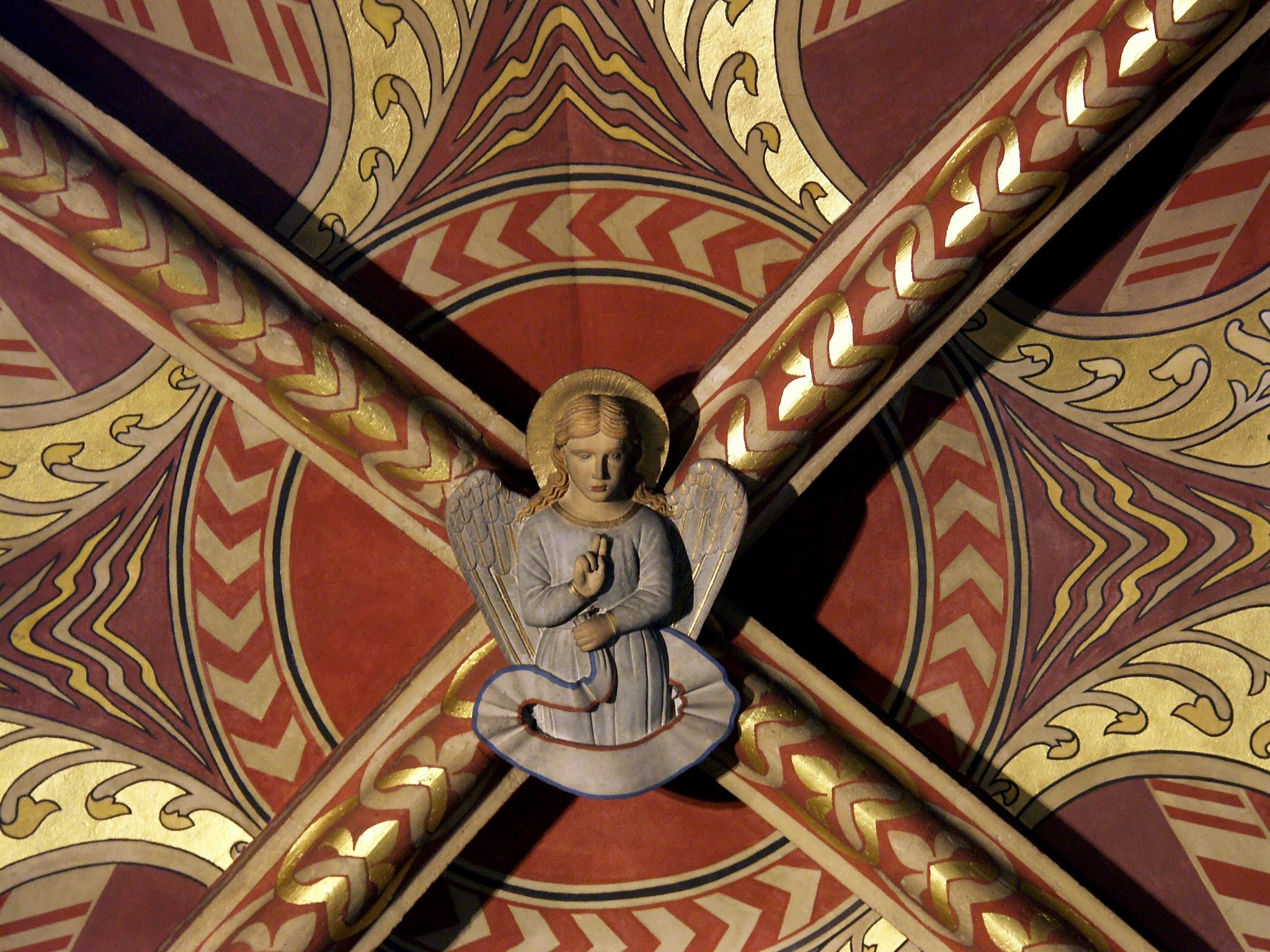
A Szent Kereszt-kápolna szecessziós mennyezetének részlete
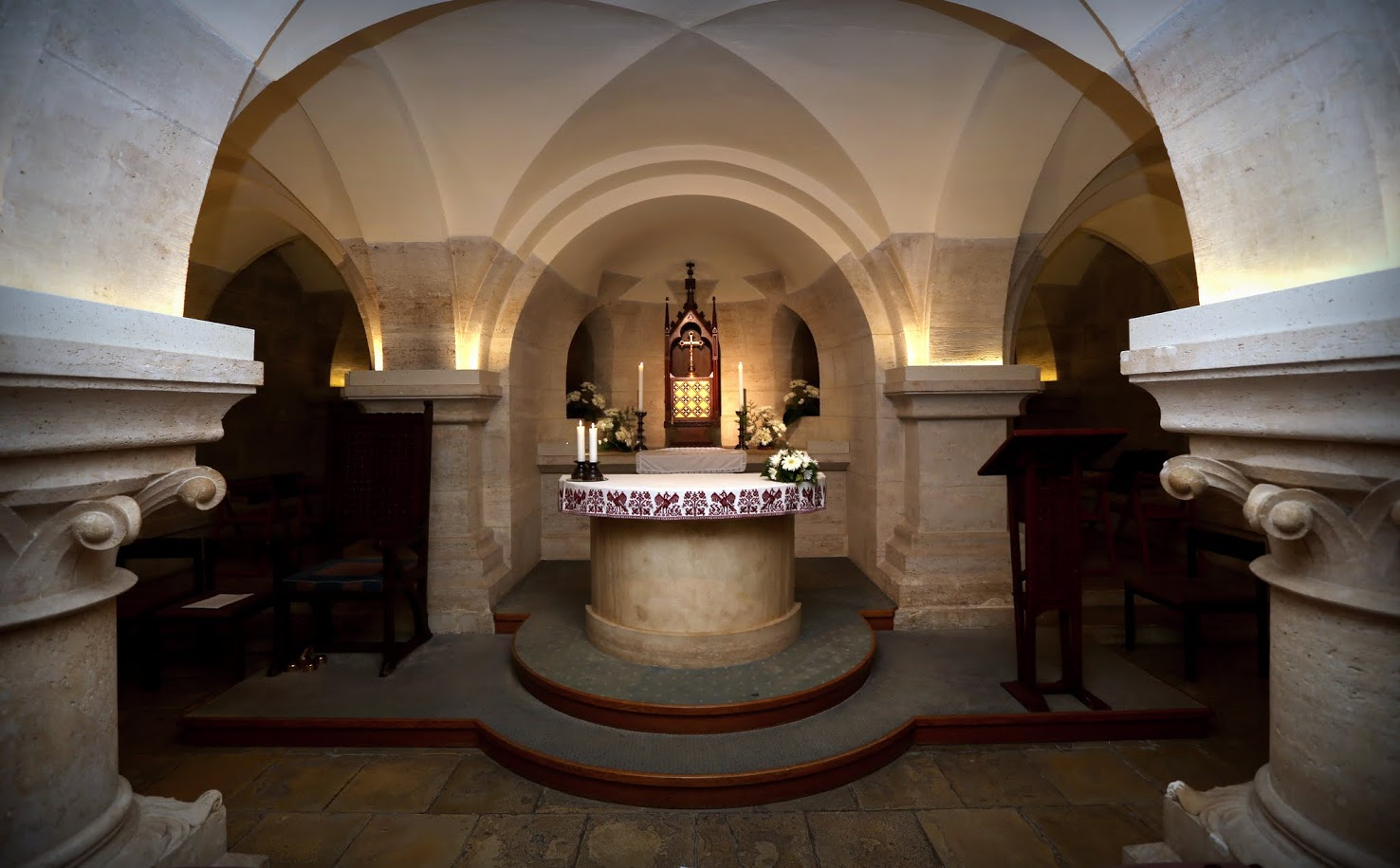
Az altemplom szentélye
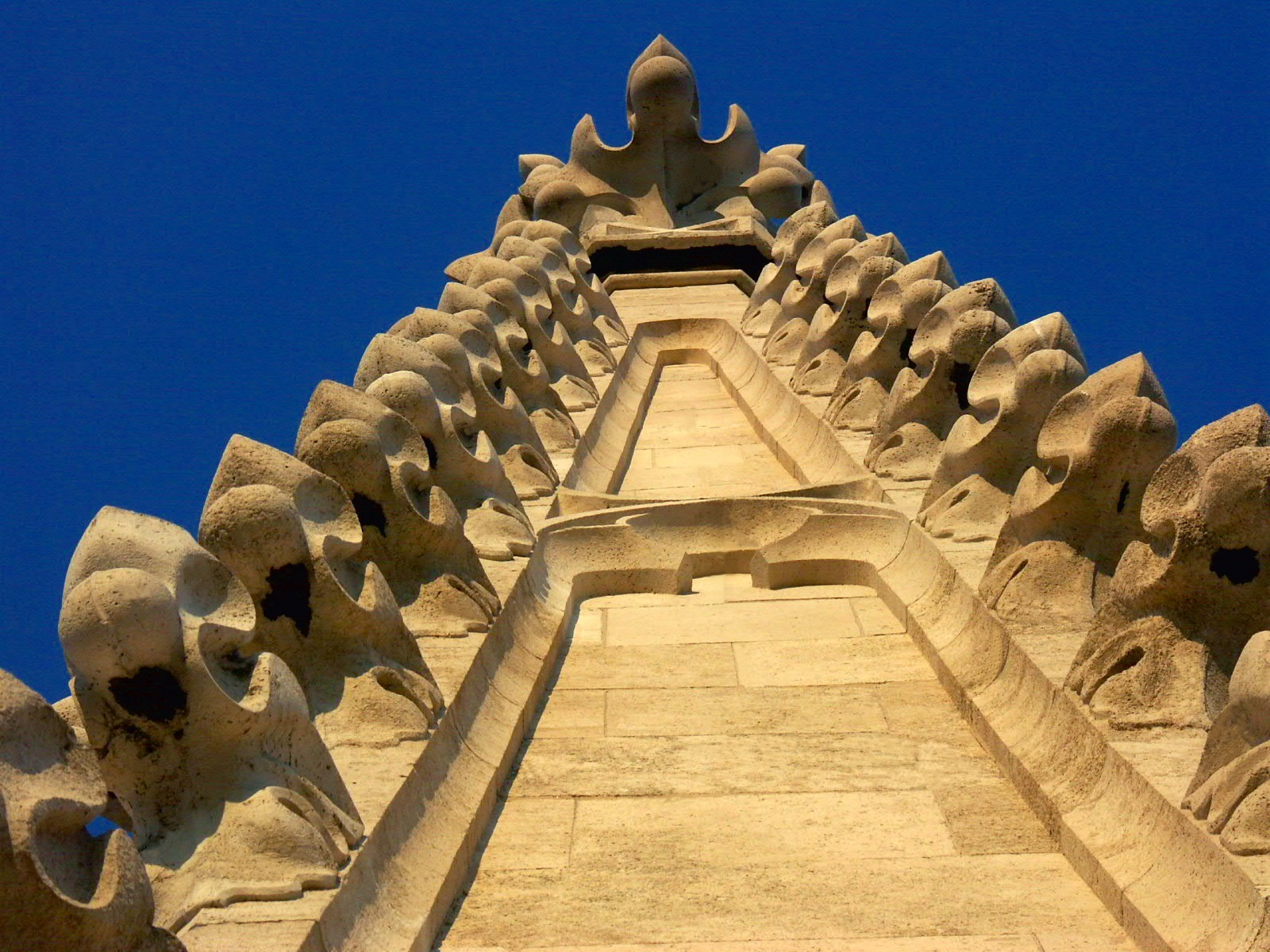
Mátyás-templom toronyrészlet
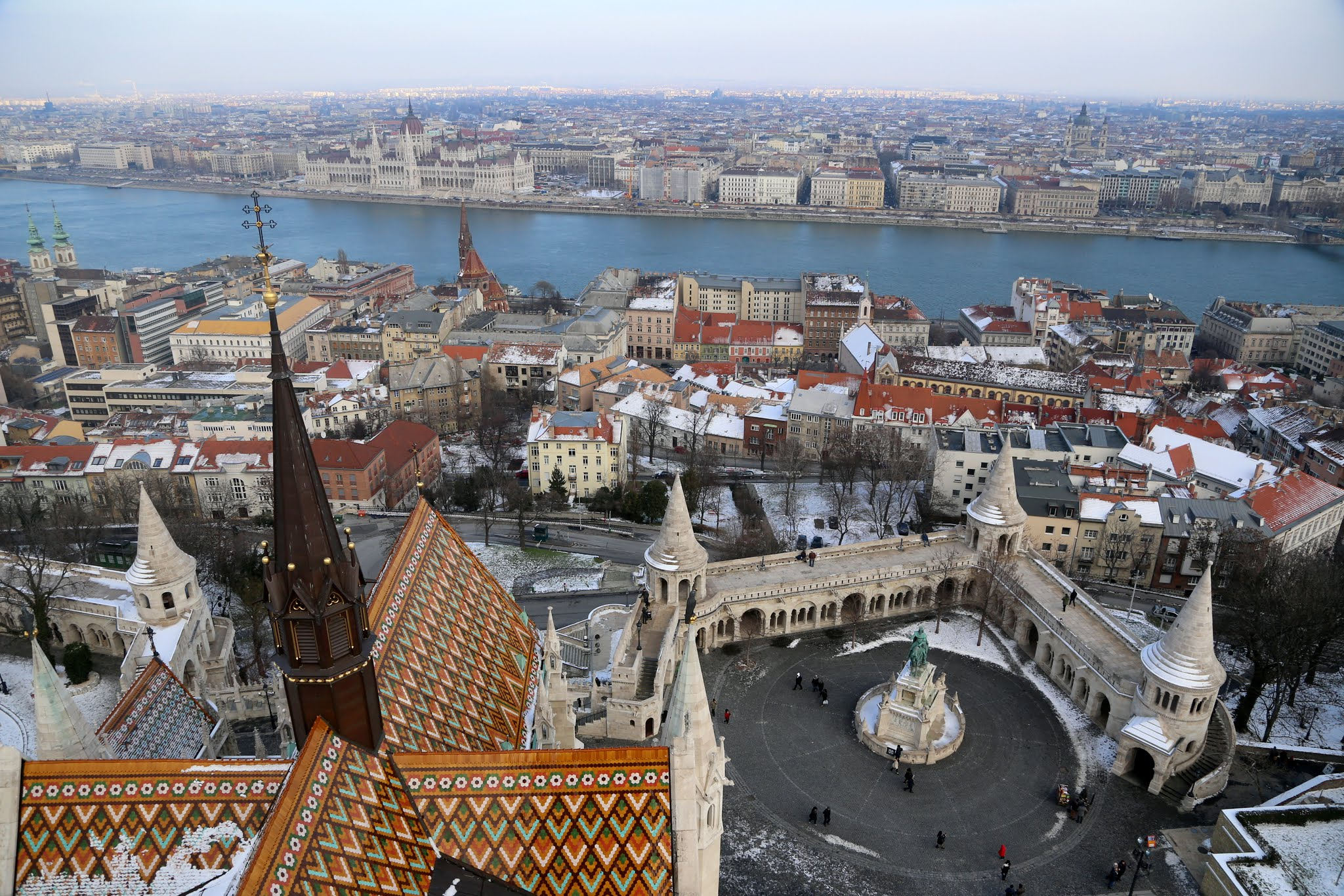
Kilátás a templom tornyából a Víziváros felé
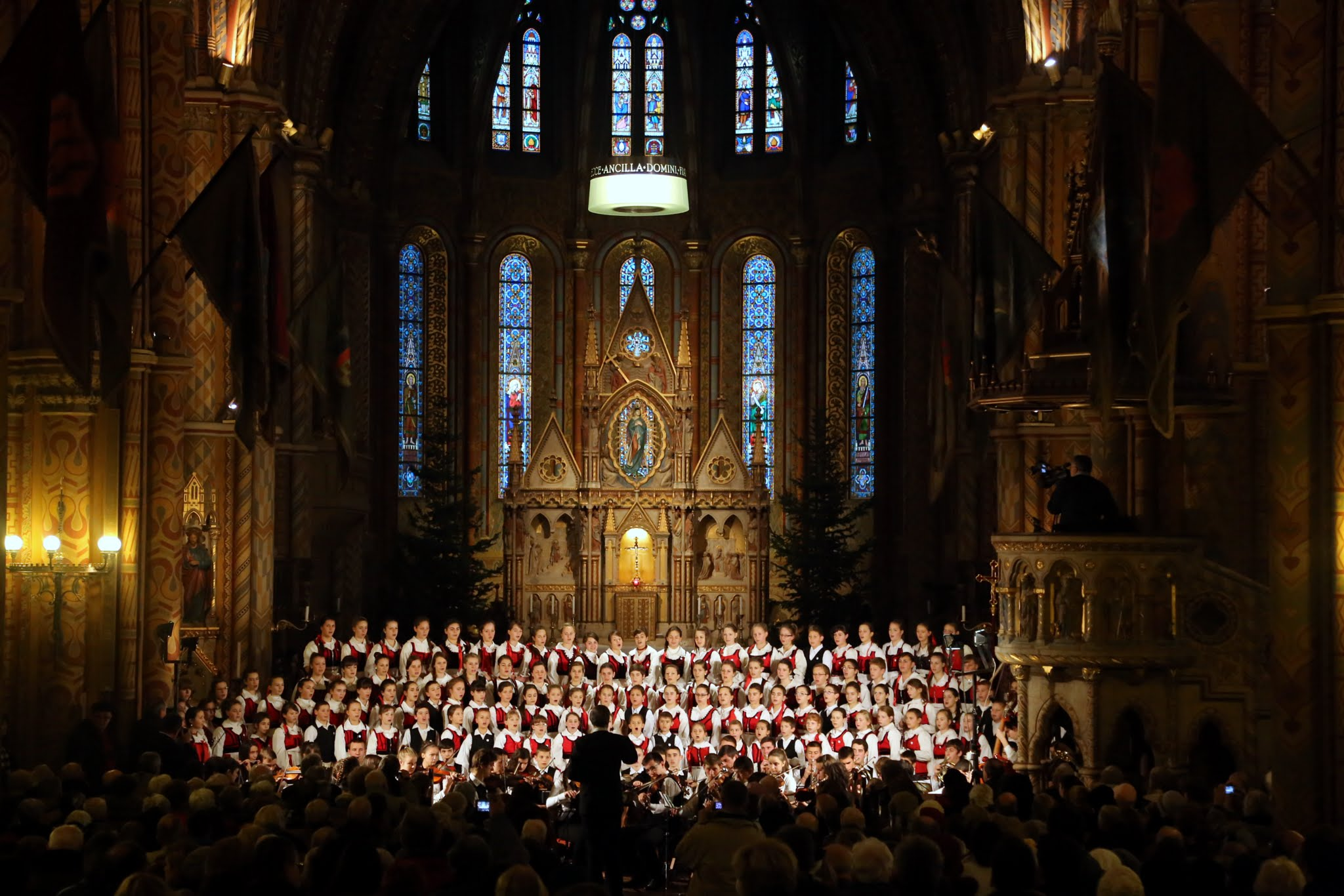
Karácsonyi hangverseny a felújított templomban
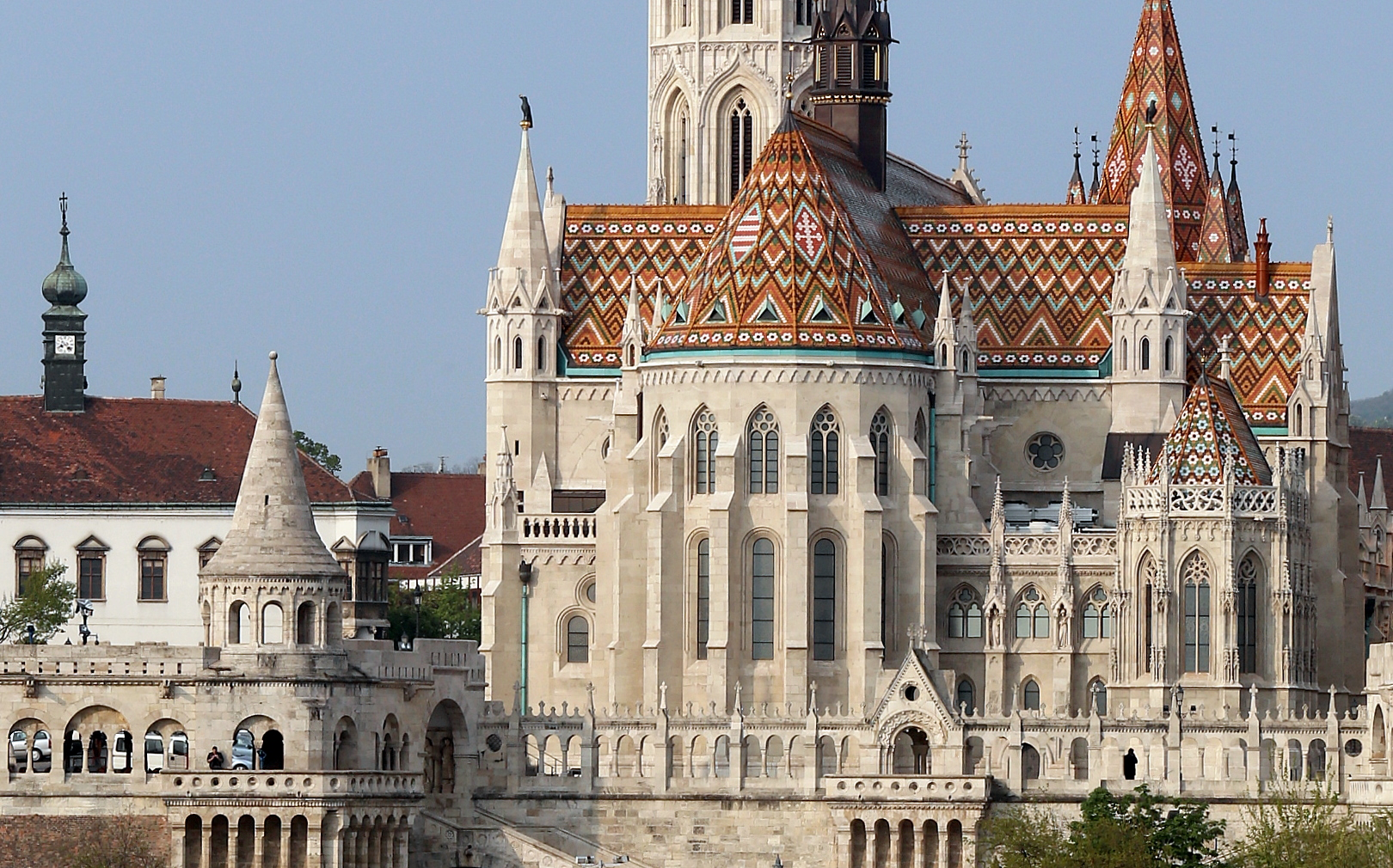
Reggeli napsütésben, madártávlatból
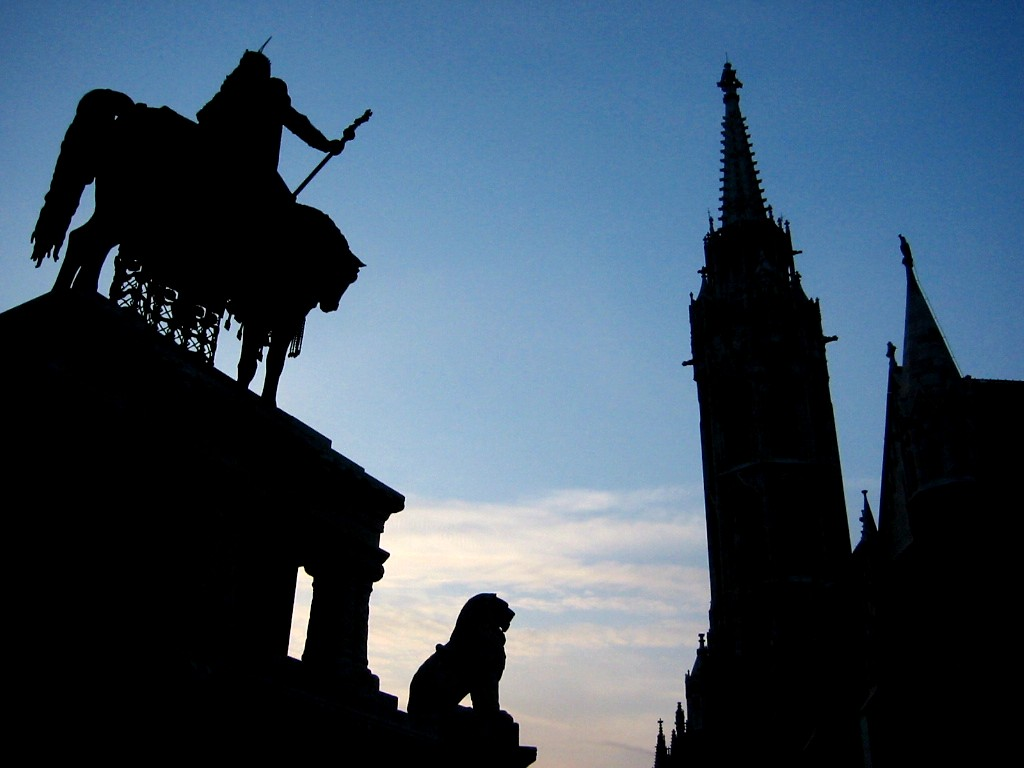
A Mátyás-templom és Szent István szobra
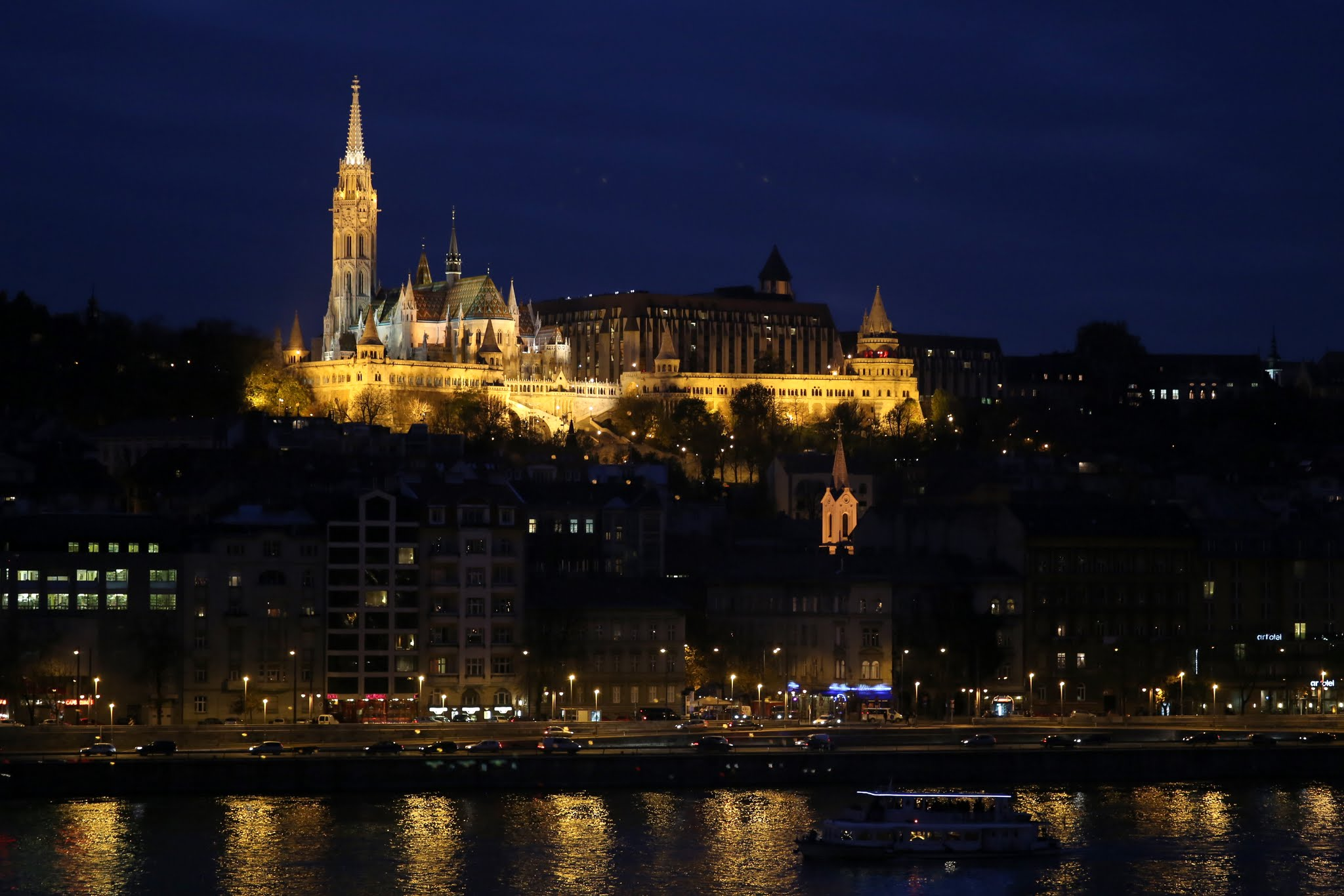
Esti díszkivilágításban
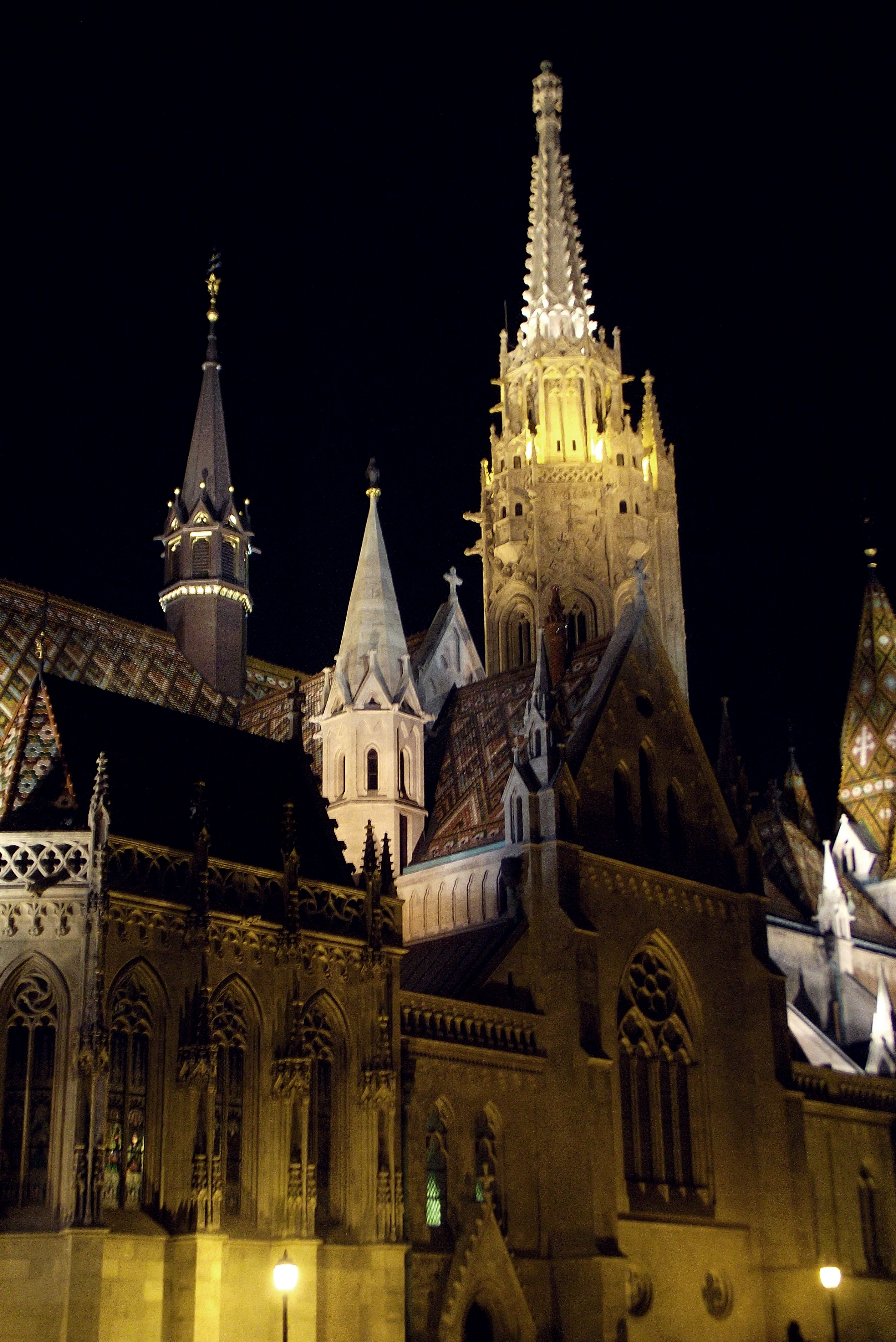
A templom éjszaka 2014 őszén
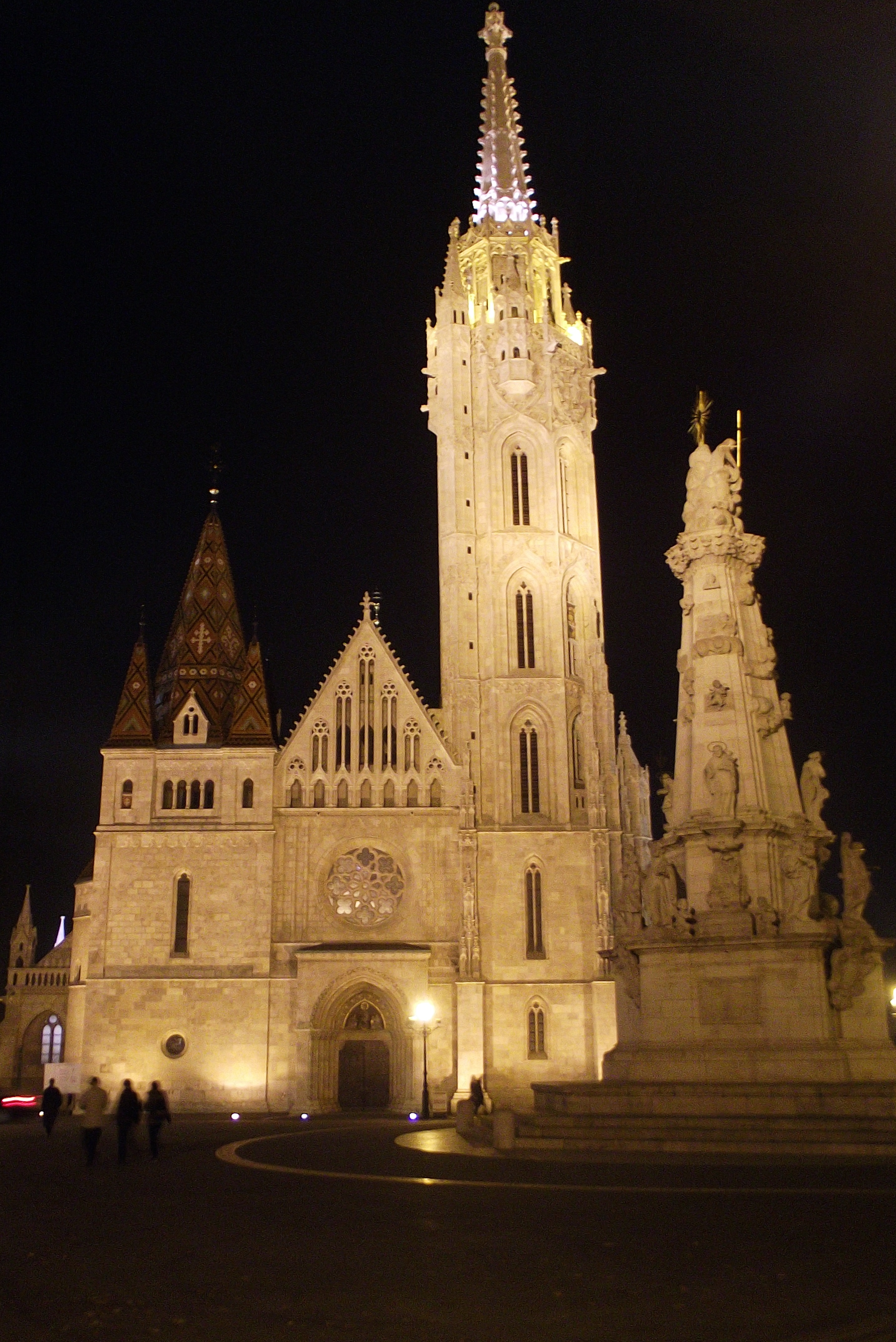
Szentháromság tér
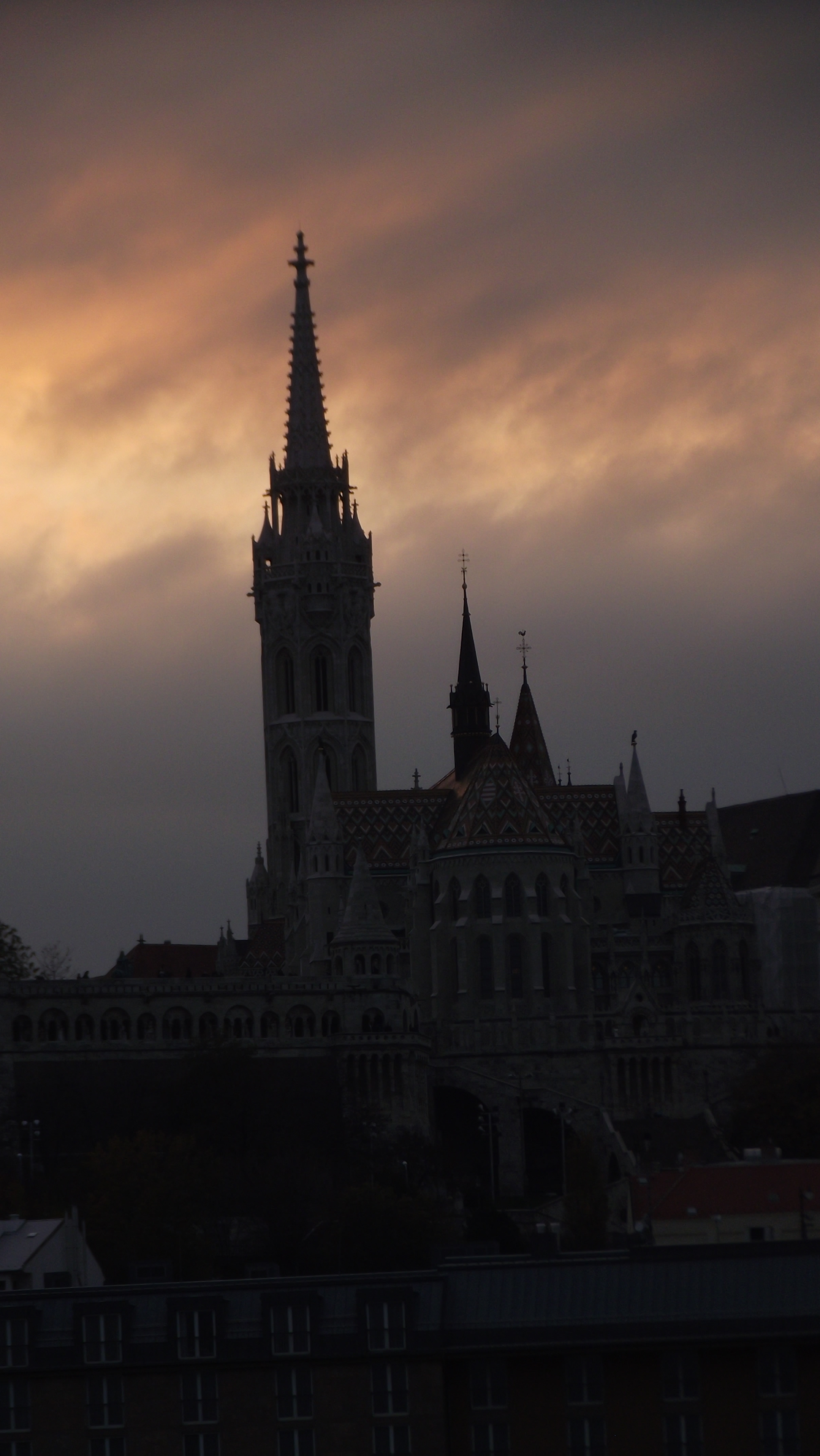
Naplementében
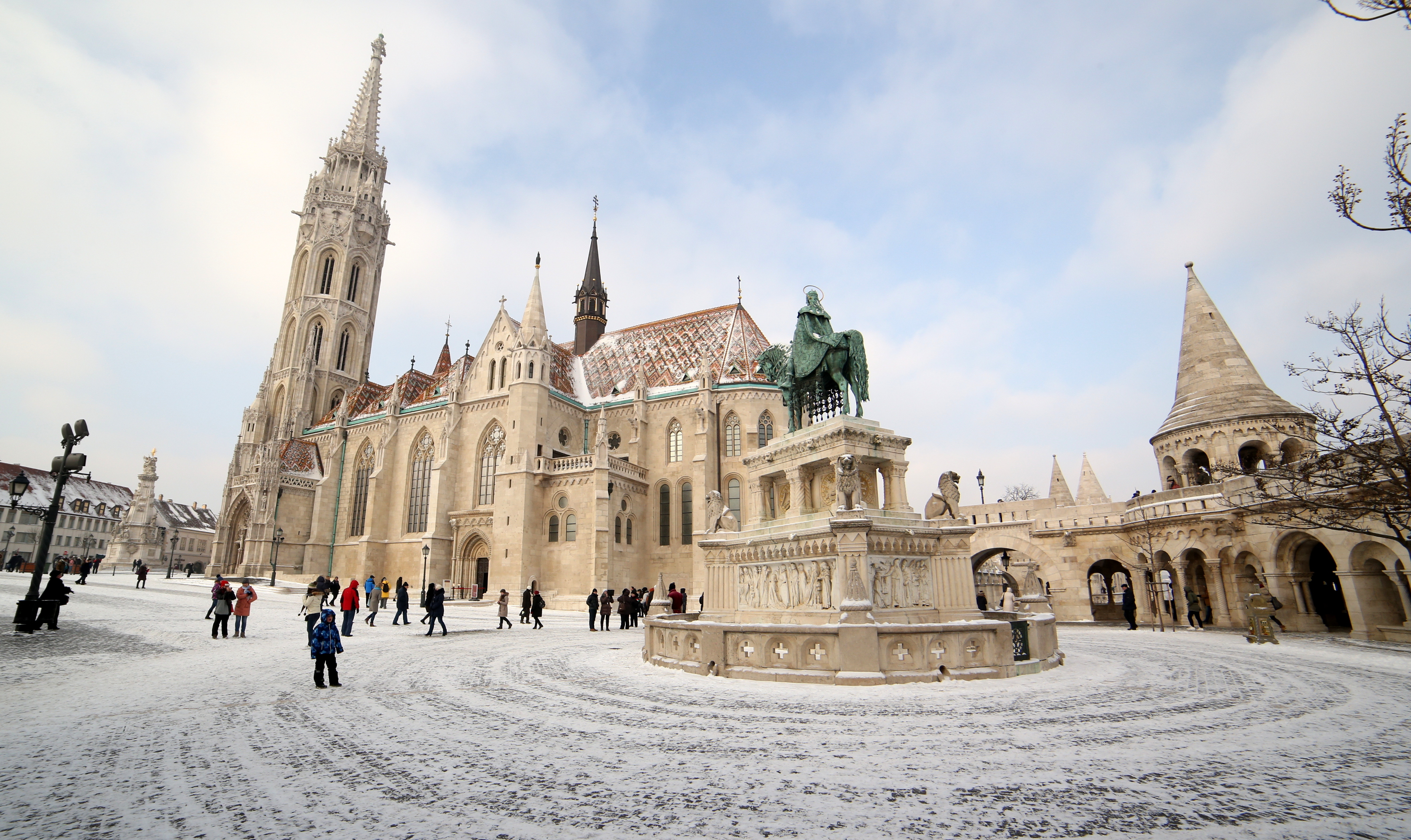
2016 januárban
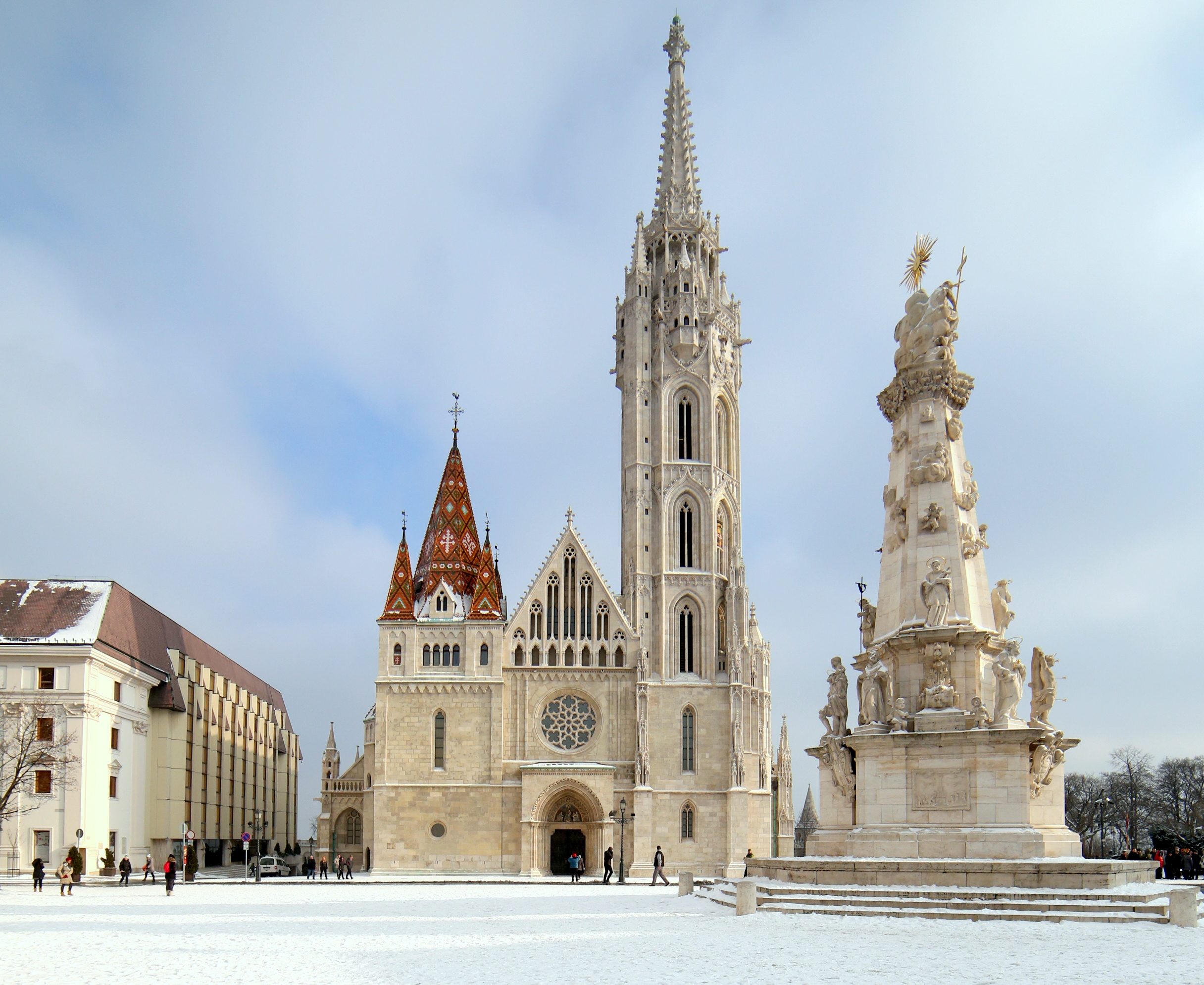
2016 januárban